# Departamento de Madre de Dios
Madre de Dios es un departamento de la República del Perú con capital en la ciudad de Puerto Maldonado, ubicado en el sureste del país, en la Amazonía, limitando al norte con Ucayali y Brasil, al este con Bolivia, al sur con Puno y al oeste con Cuzco. Con 85 300 km² es el tercer departamento más extenso —por detrás de Loreto y Ucayali— y con 1,3 hab./km², el menos densamente poblado. Fue creado el 26 de diciembre de 1912 a partir de territorios de Puno y Cuzco. 
Recibe su nombre del río Madre de Dios, de cuya cuenca son tributarios la mayor parte de los ríos de la región y sobre cuyas riberas se erige la capital departamental: Puerto Maldonado.
Desde el punto de vista jerárquico de la Iglesia católica, forma parte del Vicariato Apostólico de Puerto Maldonado

## Regiones
Se ubica en las regiones selva alta o rupa rupa y en la selva baja o omagua.      

## Historia
Los petroglifos en el río Shinkebeni (Petroglifos de Pusharo), indican una muy antigua presencia de seres humanos. Se cree que los Arahuacos (o sus antecesores) llegaron en migraciones, y de ellos se derivaron muchas etnias. Algunas tribus, como la machiguenga, sobreviven hasta nuestros días. Lo que hoy se conoce como Madre de Dios, formaba parte del antiguo Imperio inca, en la región conocida como Antisuyo. Los historiadores coinciden que la conquista de esta región fue difícil para los Incas, pues debieron enfrentar a tribus aguerridas y conocedoras de la zona. En la zona de la cuenca del río Nistron se encuentran también las ruinas de Mameria, asentamiento Inca, que fue descubierto en 1979.[cita requerida]
Durante el Virreinato ingresaron expediciones españolas con resultados trágicos para los europeos. Al fin, en 1861, el coronel Faustino Maldonado exploró todo el territorio y en 1890; Carlos Fermín Fitzcarrald hizo famoso el istmo que une las cuencas de los ríos Ucayali y  Madre de Dios. Durante las siguientes décadas numerosos aventureros y comerciantes explotaron los bosques, ávidos de caucho y oro. A partir de 1915, ante la persistencia de los misioneros dominicos, las tribus locales empezaron a aceptar la civilización. Esto no siempre ha sido bueno para ellas, ya que tribus como los harakmbut han abandonado muchos de sus instrumentos tradicionales dependiendo en gran medida de los habitantes de la ciudad. Sin embargo, aún hoy existen grupos en total aislamiento físico y cultural.[cita requerida]
El 26 de diciembre de 1912, siendo presidente de la República Guillermo Billinghurst, se promulga la Ley N.º 1782, aprobada por el Congreso de la República, que crea el departamento de Madre de Dios, y se asigna como su capital Puerto Maldonado en reconocimiento a Juan Álvarez de Maldonado, quien en 1567 exploró la región del río Amarumayo, hoy río Madre de Dios. Así mismo, se crean con esta misma Ley, la provincia de Tambopata con los distritos Tambopata, Las Piedras e Inambari; la provincia de Manu, con su capital Puerto Manu; y la provincia de Tahuamanu con su capital Iñapari, que antes se llamaba Puerto Tacna.
A inicios del siglo XXI, Madre de Dios experimenta un fuerte crecimiento económico y demográfico con el auge de explotación de recursos naturales, siendo la minería de oro la actividad más importante; pero con un fuerte impacto sobre los ecosistemas.

## Geografía
Departamento íntegramente selvático; tiene zonas de selva alta, selva baja y la sabana de palmeras.  Parte de su geografía es accidentada, pues los Andes se precipitan hacia la selva formando abruptas laderas.
- Ríos: río Madre de Dios, río de Las Piedras, río Manú, río Tambopata, río Tahuamanu y río Heath.
- Abras: Señor de los Milagros (a 540 m s. n. m.) en Tambopata; Fitzcarrald (a 469 m s. n. m.) en Fitzcarrald.
- Lagunas: Valencia y Sandoval.

### Ubicación y límites
Limita al norte con Ucayali y Brasil; al este con Brasil y Bolivia; al oeste con Cuzco; al sur con Cuzco y Puno. Su capital Puerto Maldonado, está en la confluencia del río Madre de Dios y el río Tambopata.

### Clima
El clima es tropical, cálido, húmedo, con precipitaciones anuales superiores a 1000 mm. La temperatura media anual en la capital es de 26 °C con una máxima de 38 °C en agosto y septiembre, en algunas ocasiones puede llegar a los 40 °C y una mínima de 21 °C, con lluvias de diciembre a marzo. En años excepcionales el territorio es invadido por masas de aire frío provenientes del sur durante los meses de julio y agosto, ocasionando descensos excepcionales de la temperatura hasta 8 °C en fenómenos denominados como friajes.[cita requerida]

### Fauna y flora
Madre de Dios alberga algunas de las regiones de mayor biodiversidad del mundo. Por ejemplo, el Parque nacional del Manu tiene el récord en número de especies de anfibios y reptiles.
Tiene una enorme diversidad de aves, grandes especies de felinos sudamericanos (jaguar, tigrillo, puma), múltiples especies de lagartos, y otros reptiles como la boa constrictora y la shushupe. También hay abundantes y diversos monos, peces, insectos y en general conjuntos de animales.
Su flora es también muy rica, y entre ellas se encuentran especies de madera noble y alto interés.
Al igual podemos encontrar muchas especies como el motelo sanango.

Biodiversidad de Madre de Dios
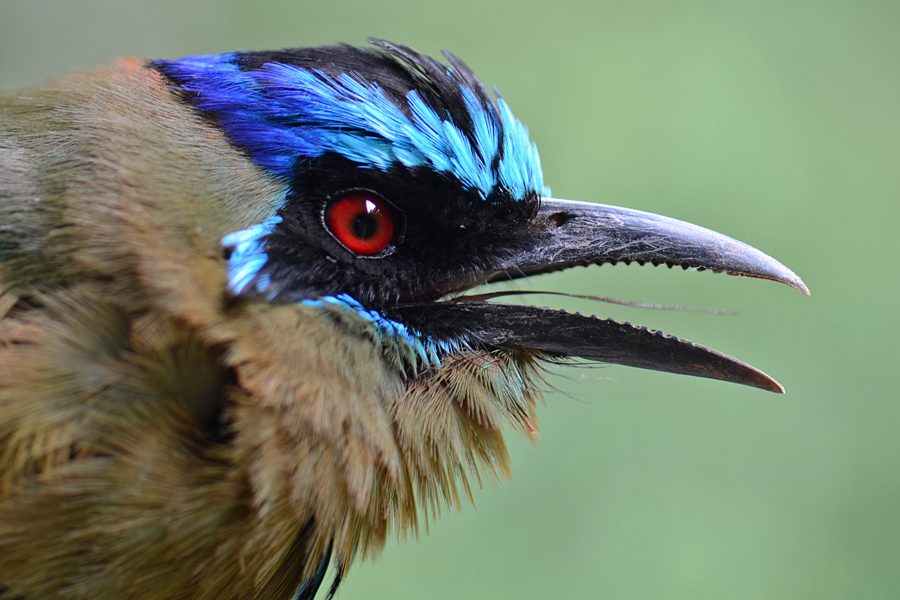
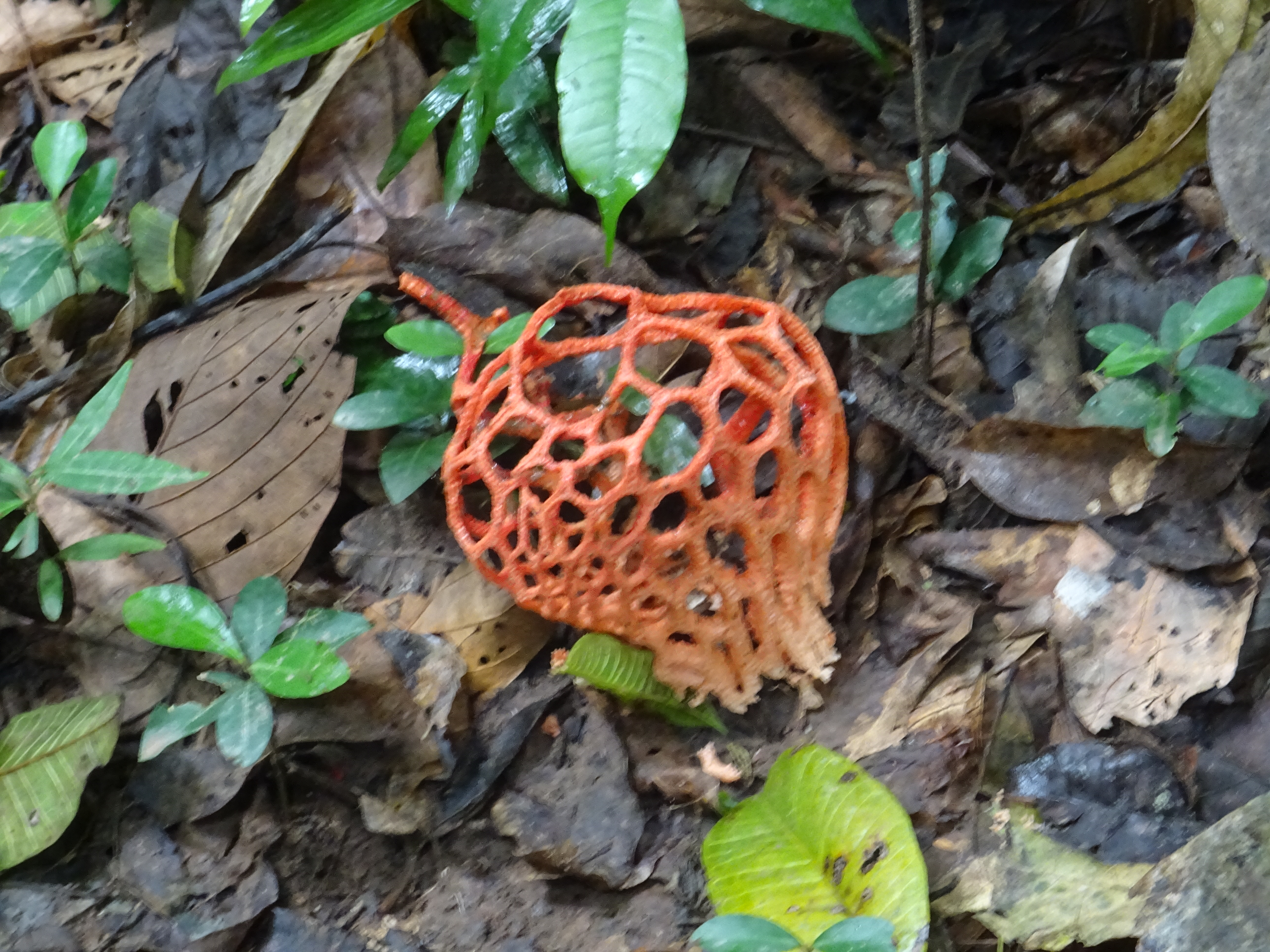
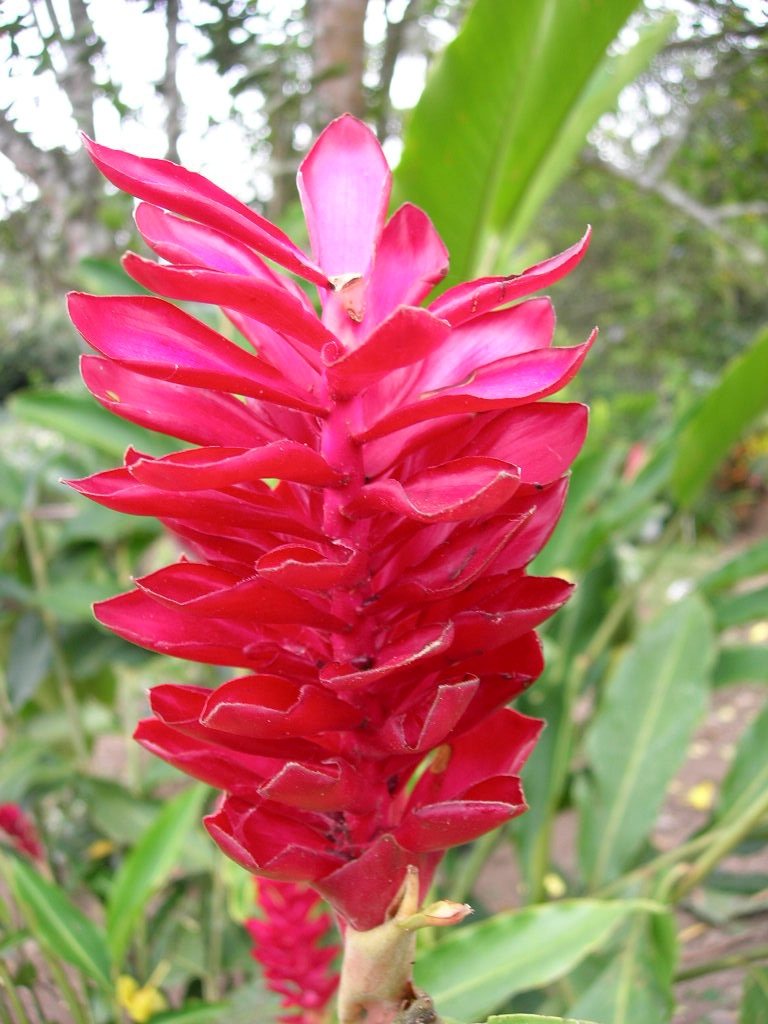
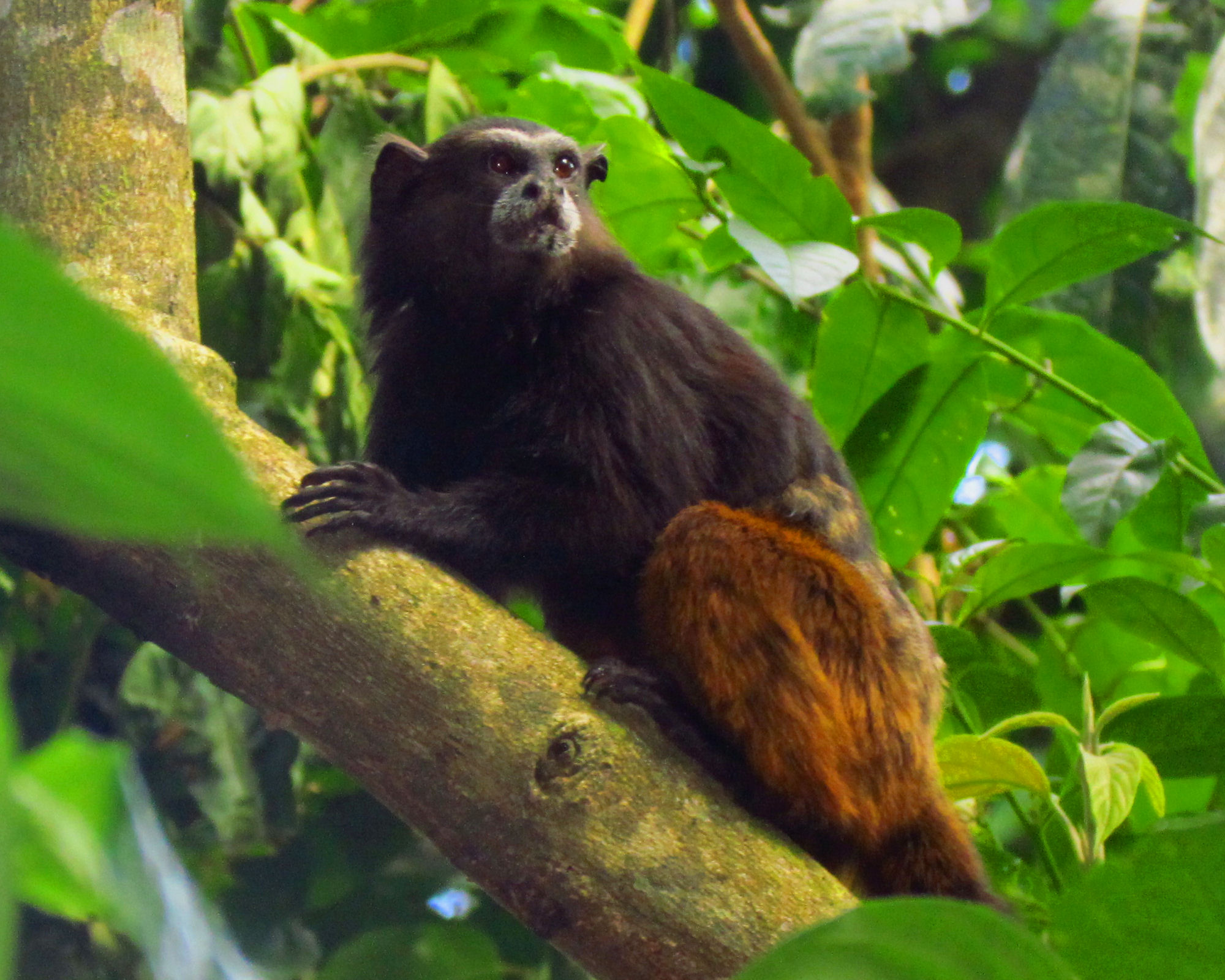
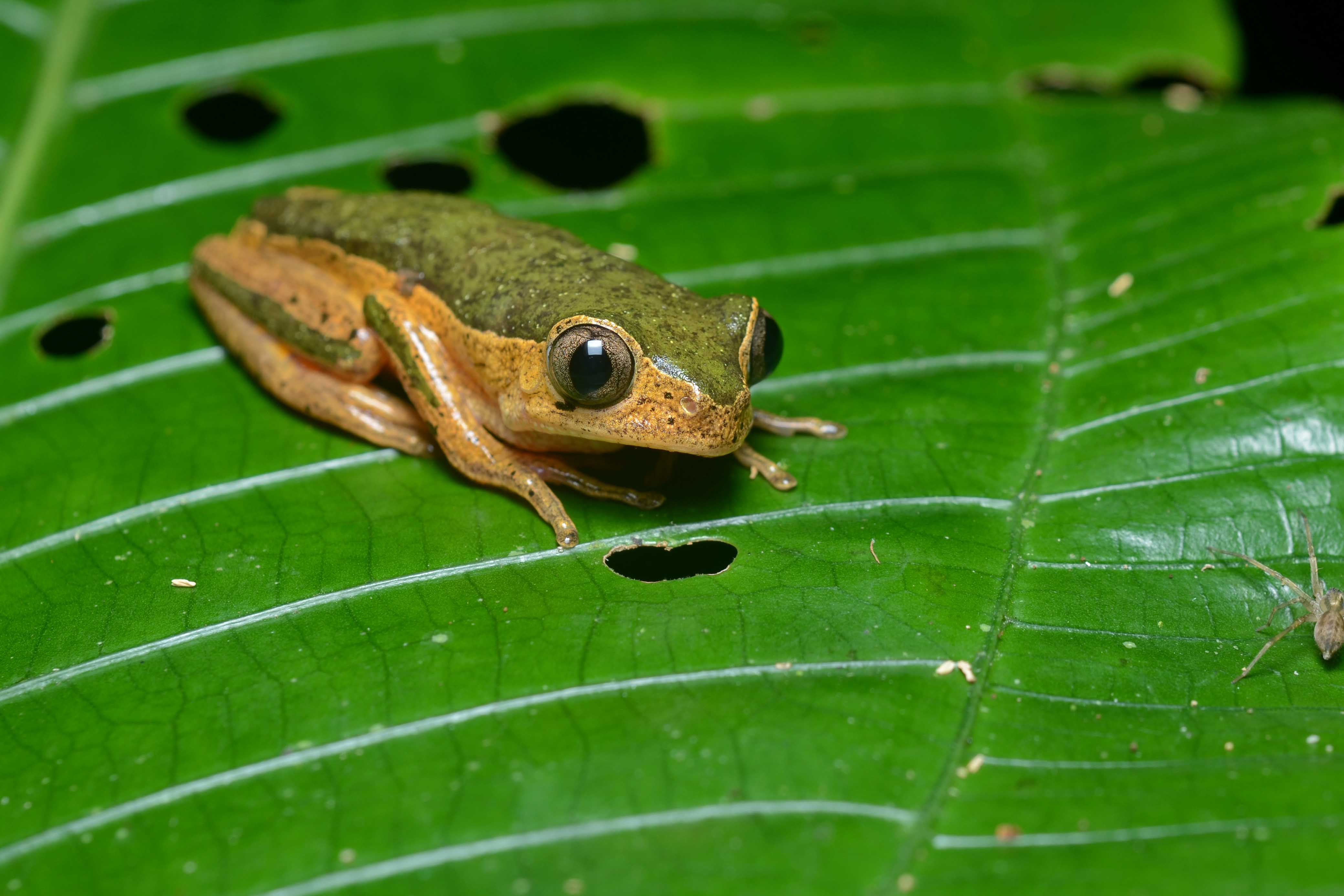
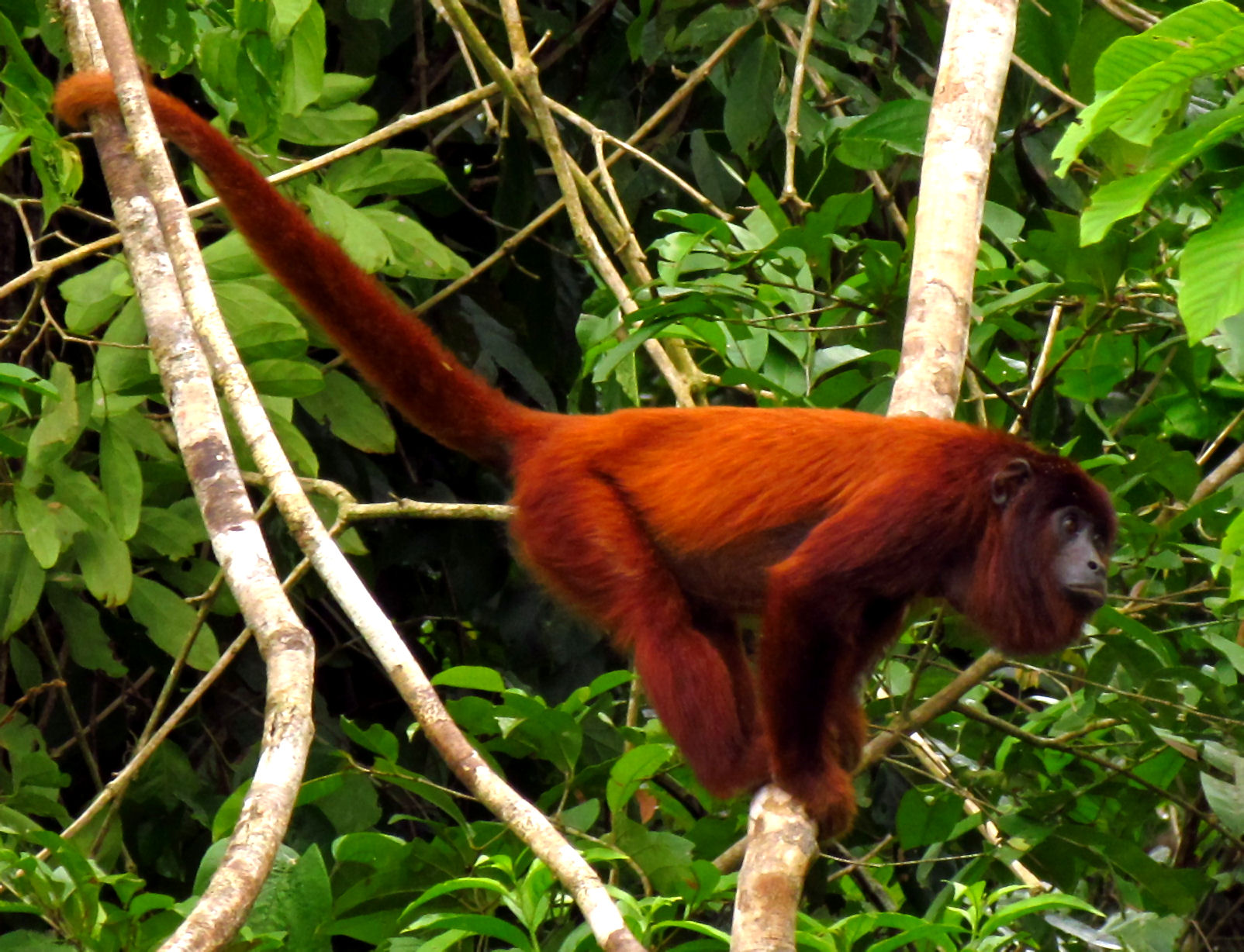
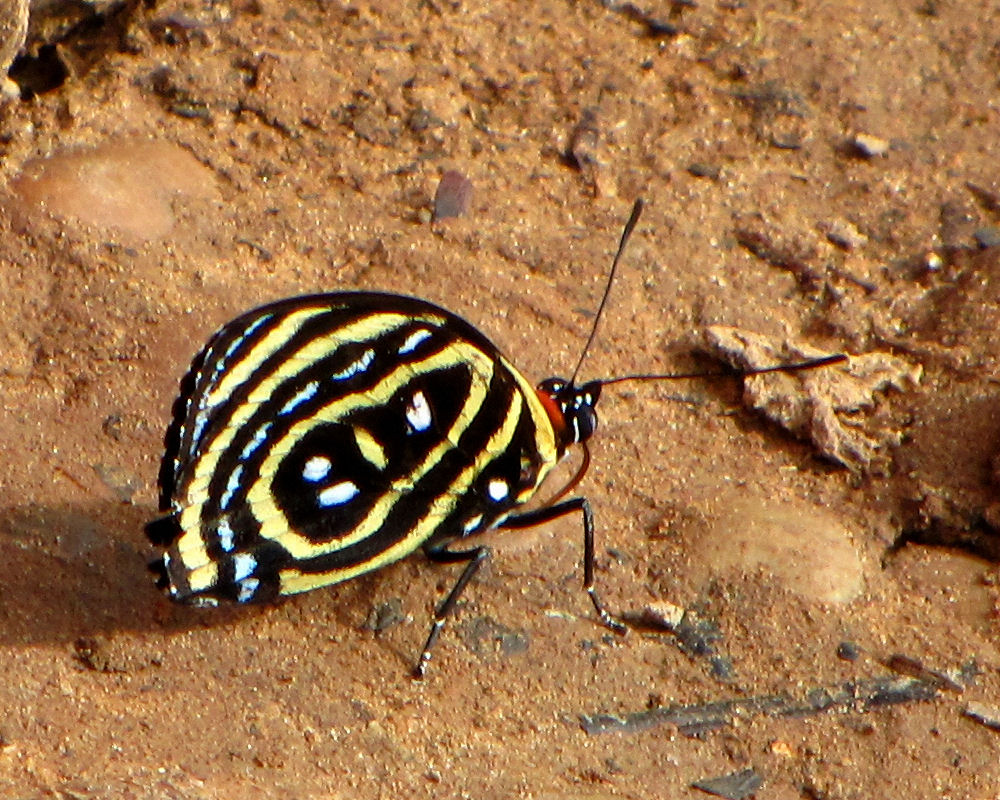
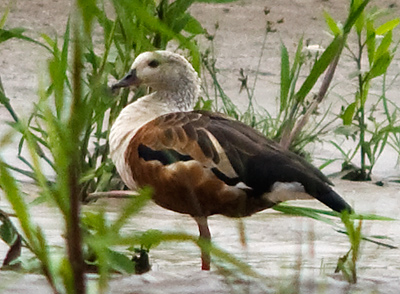
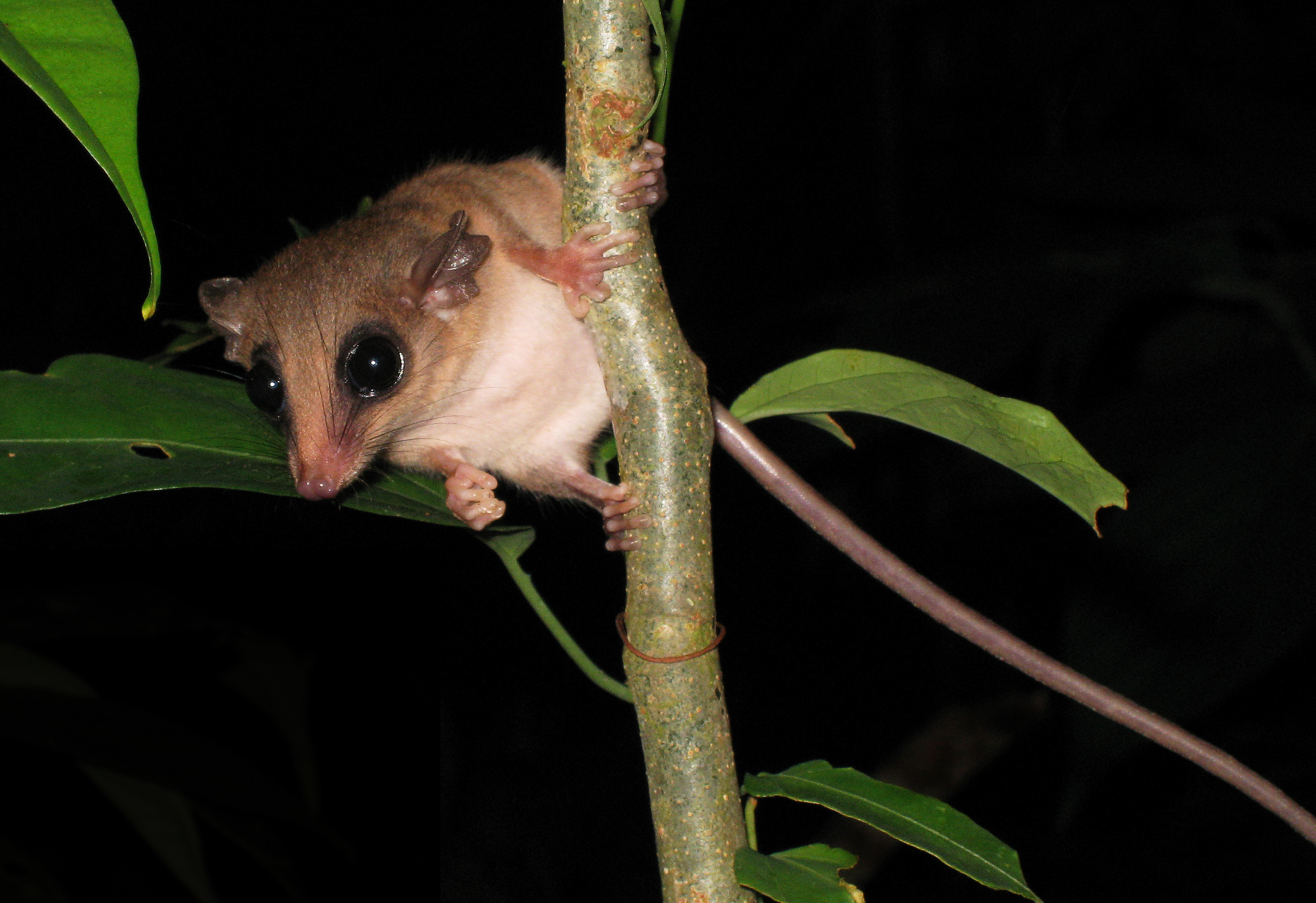
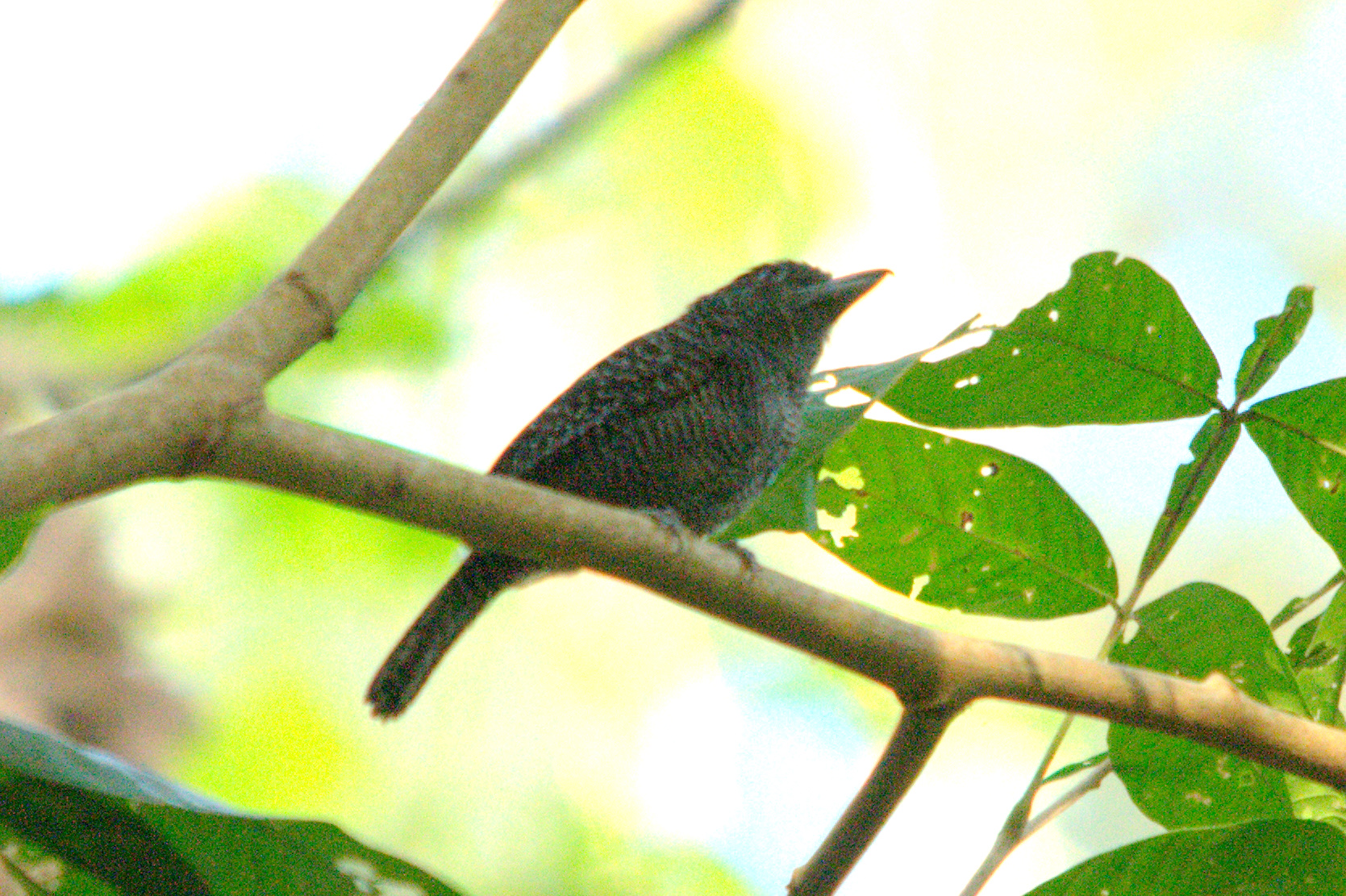
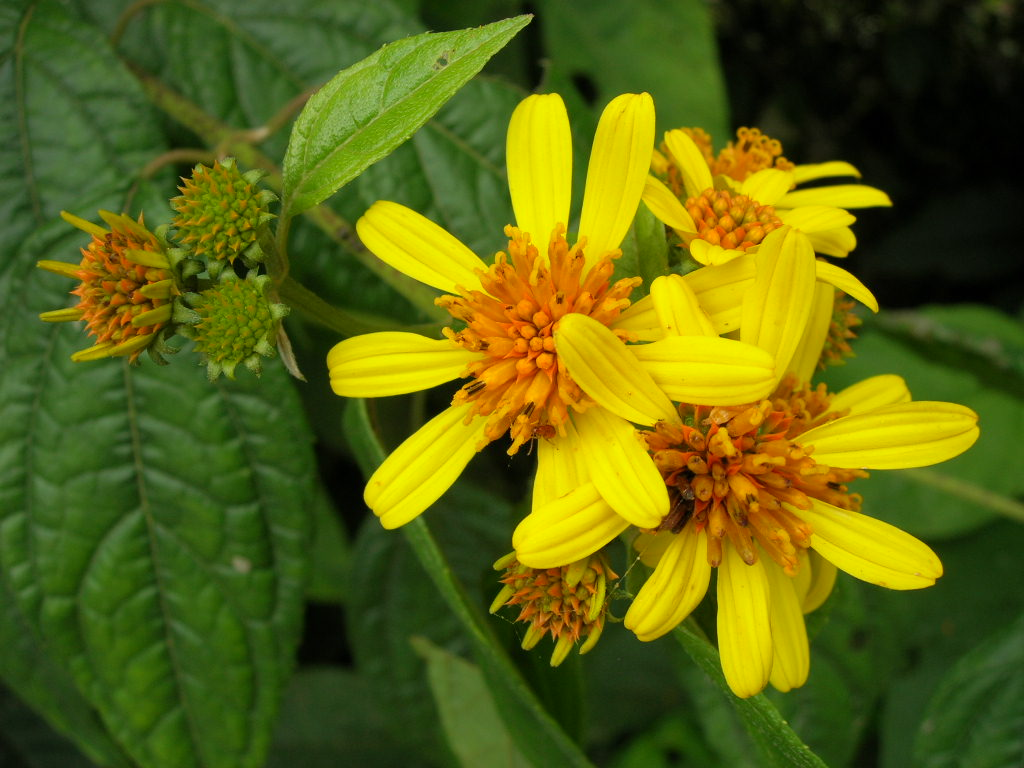
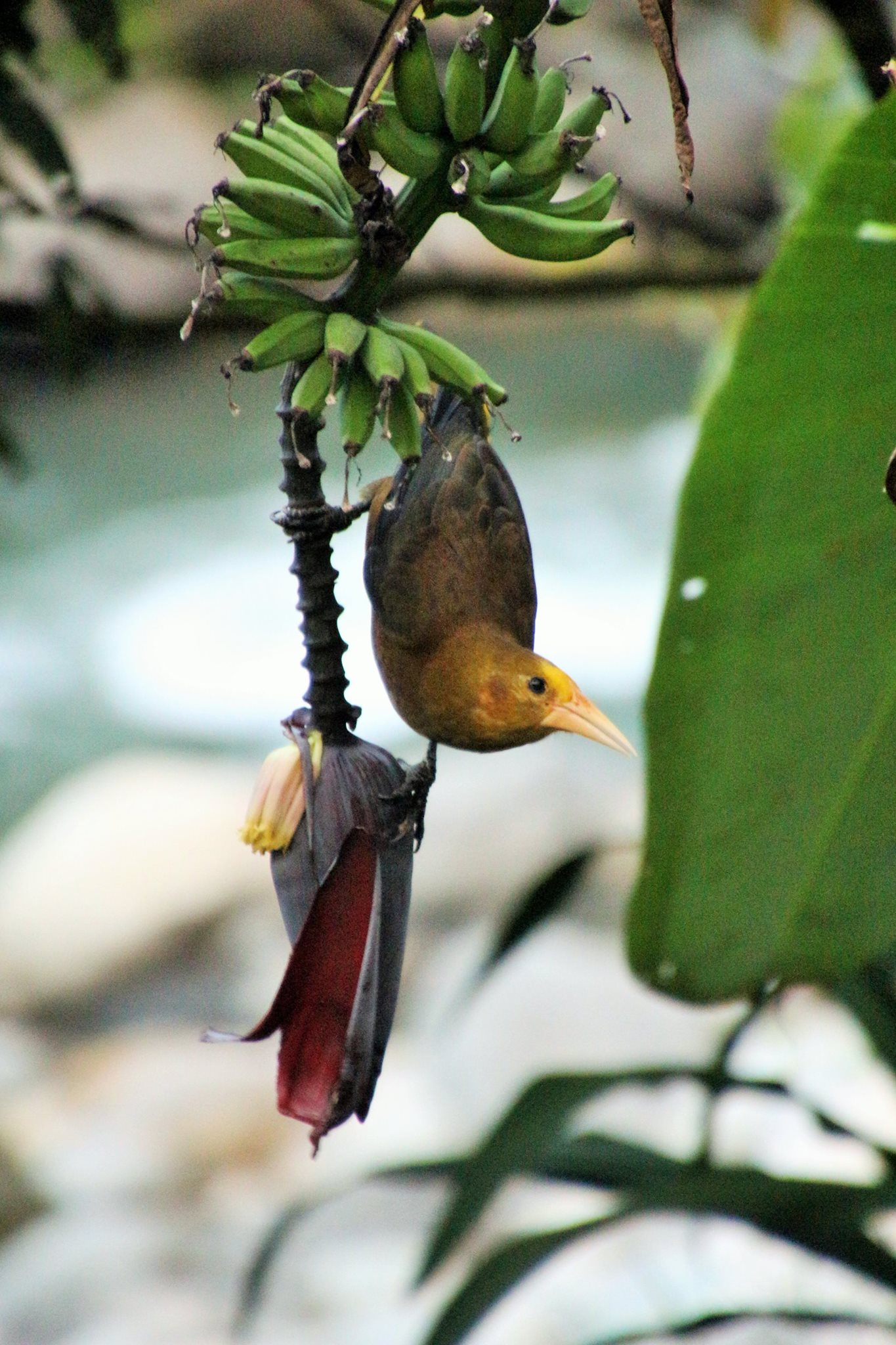
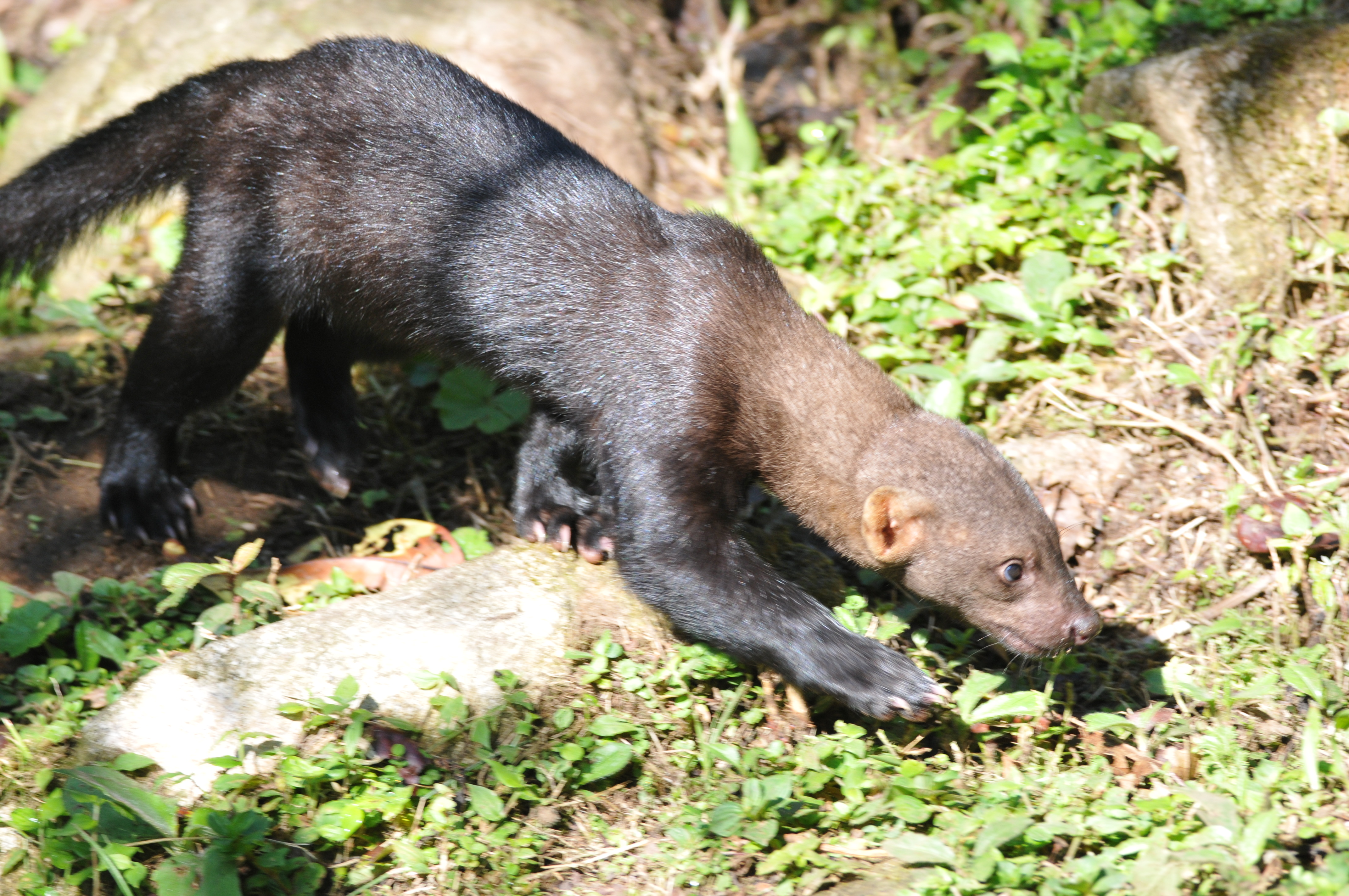
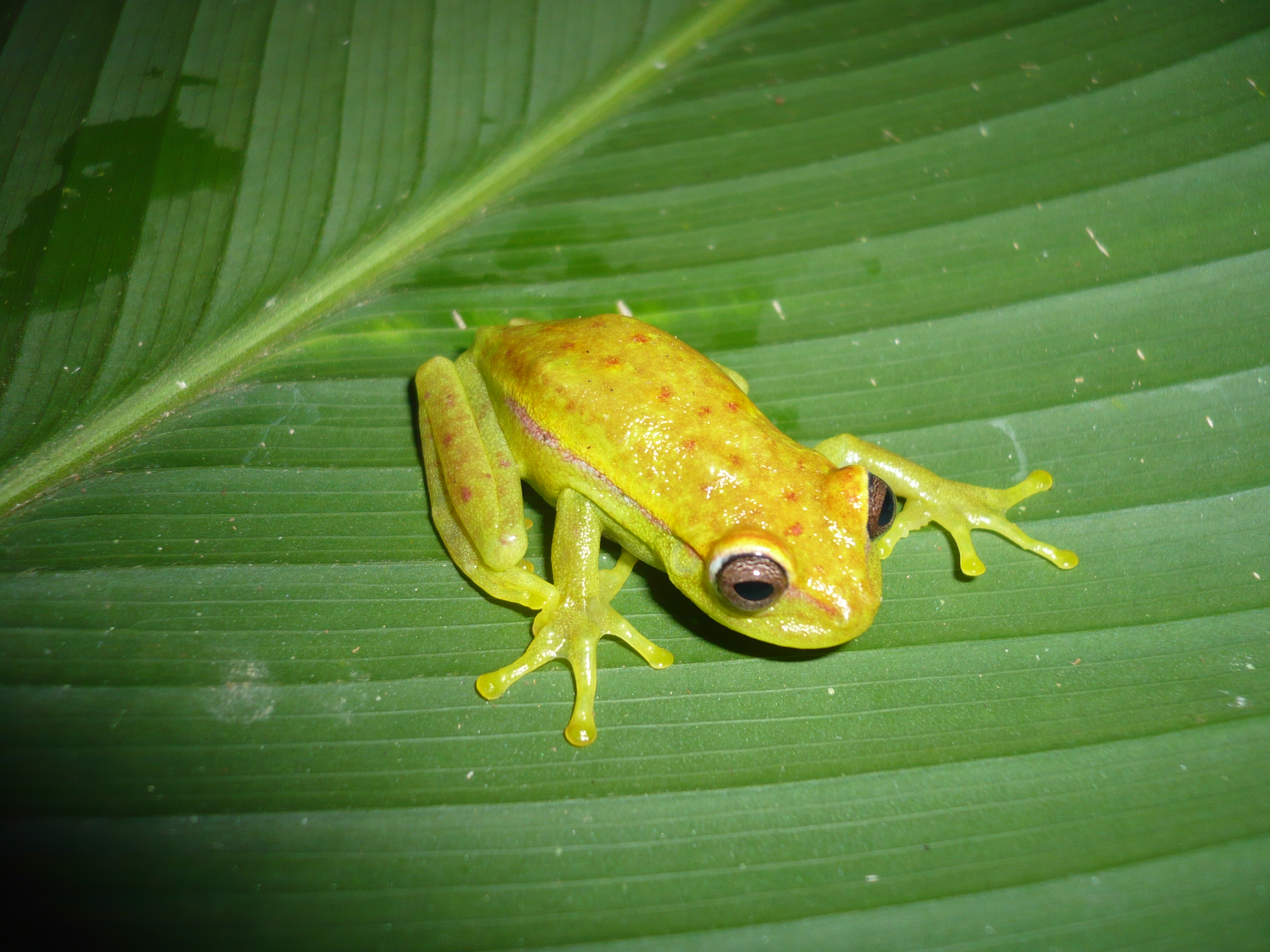
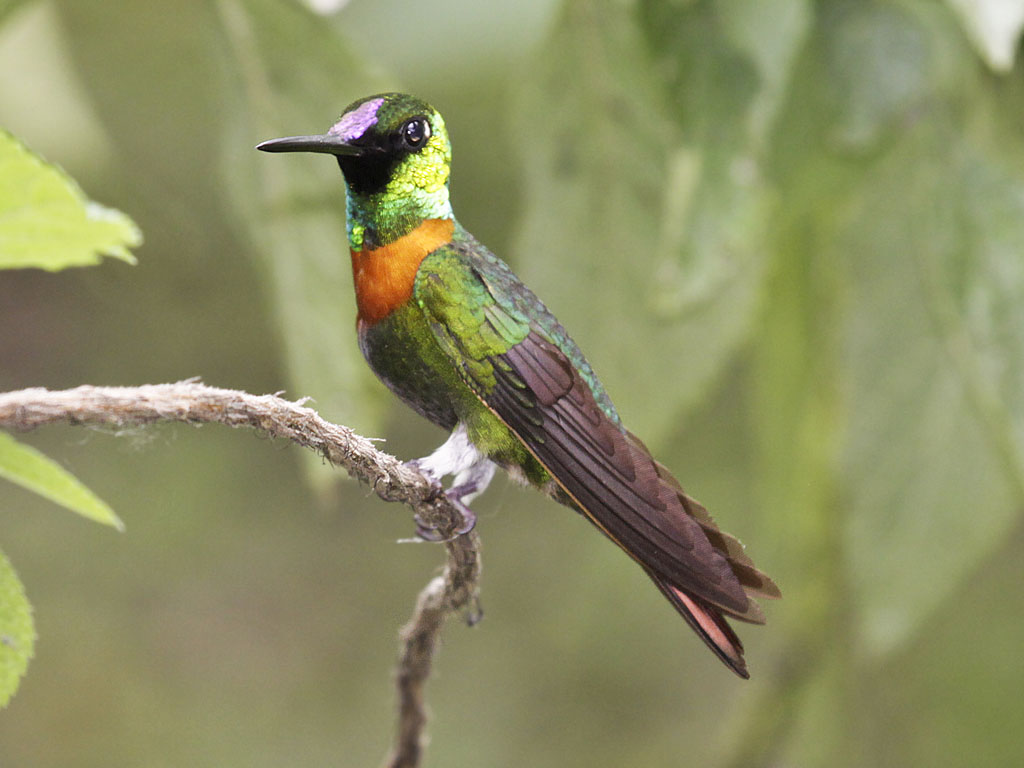
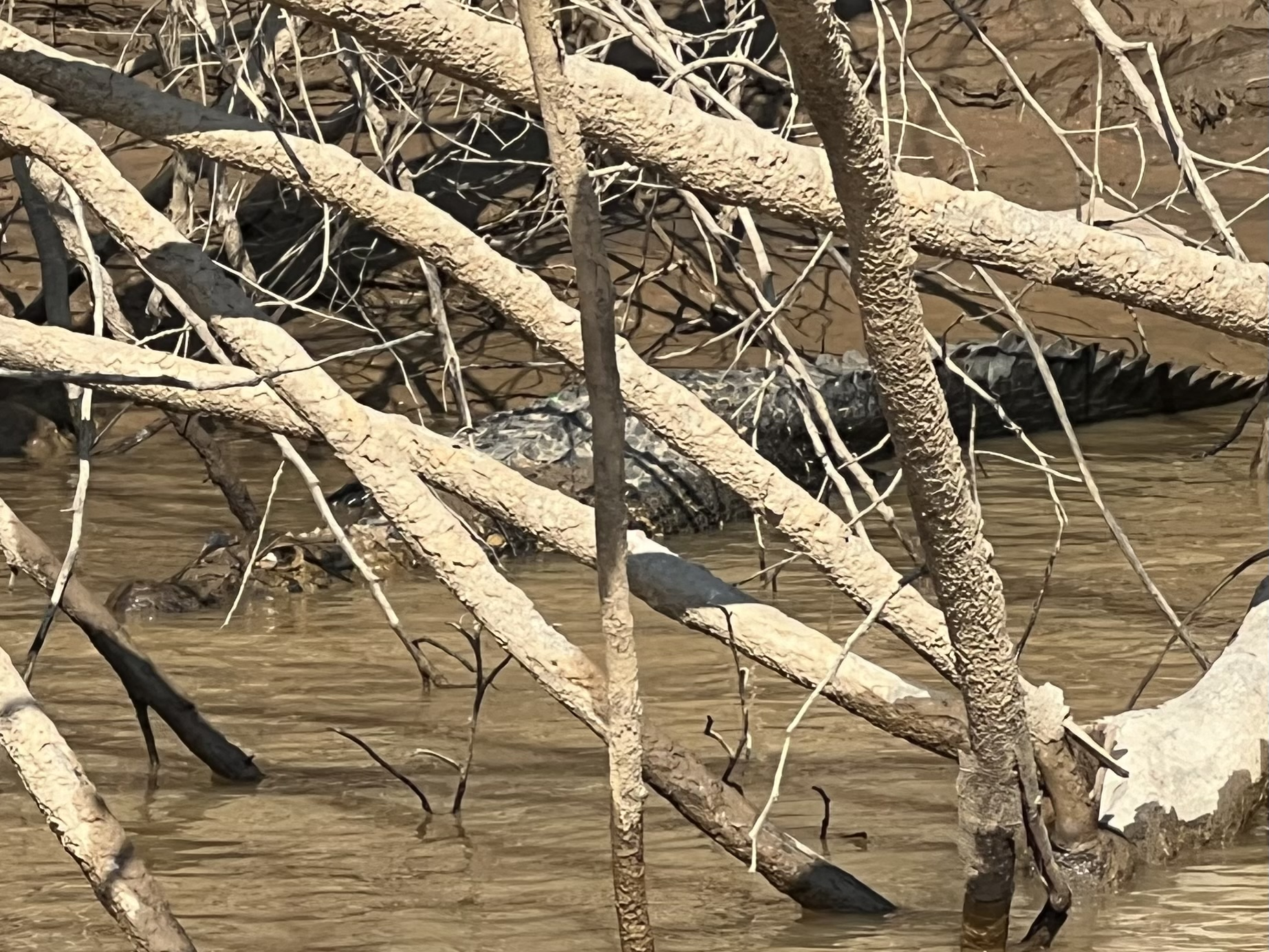
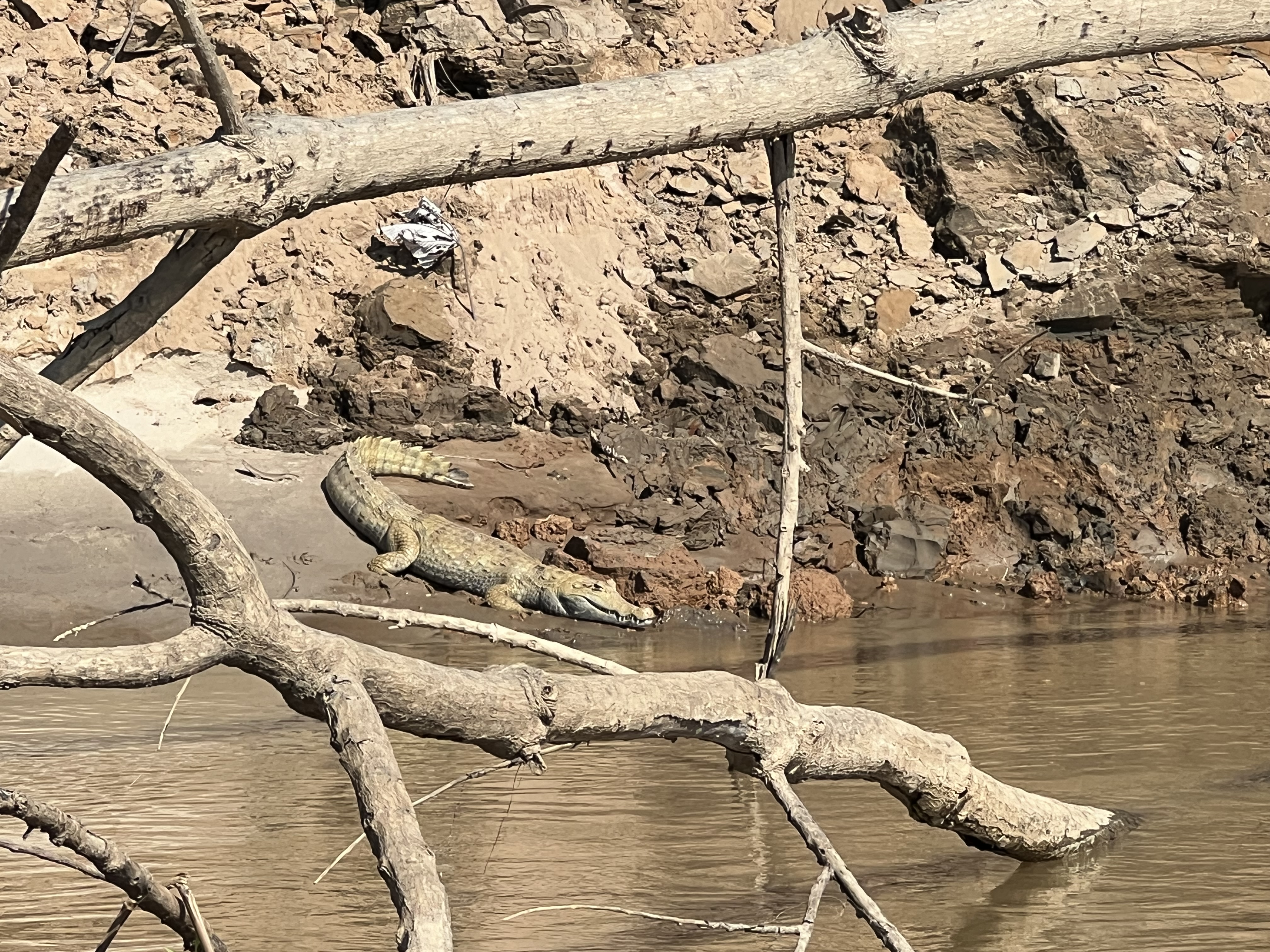
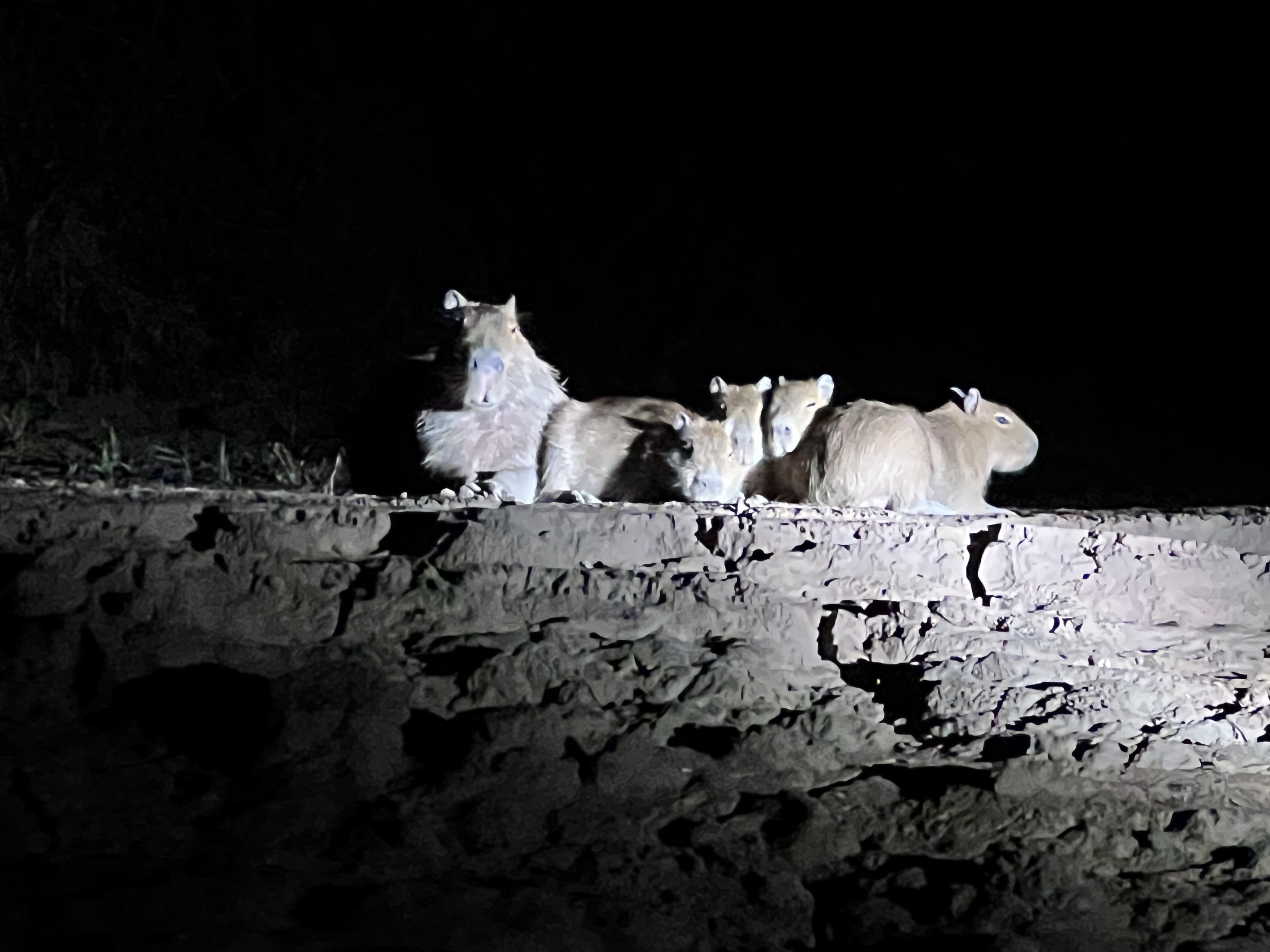
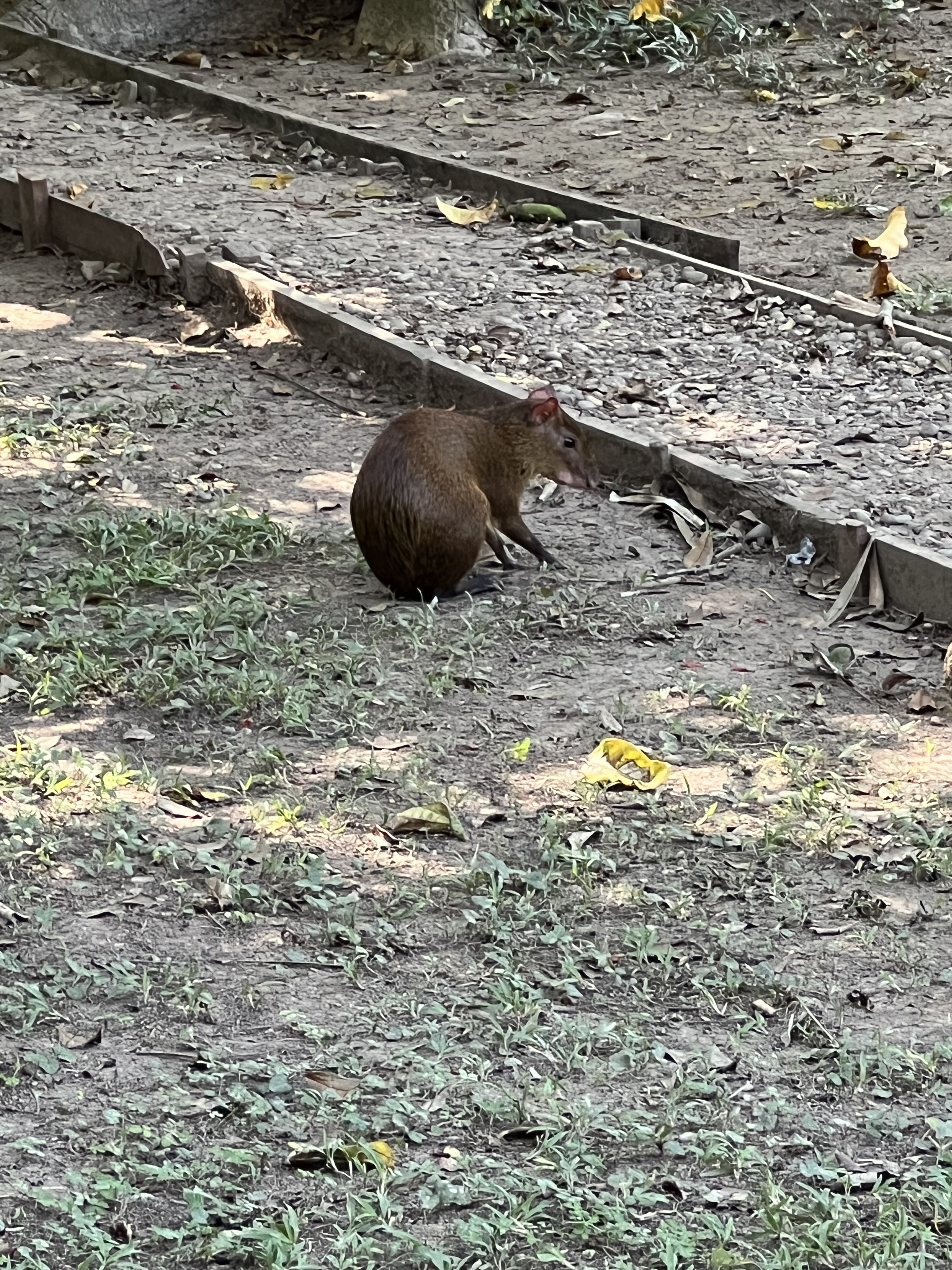

## División administrativa

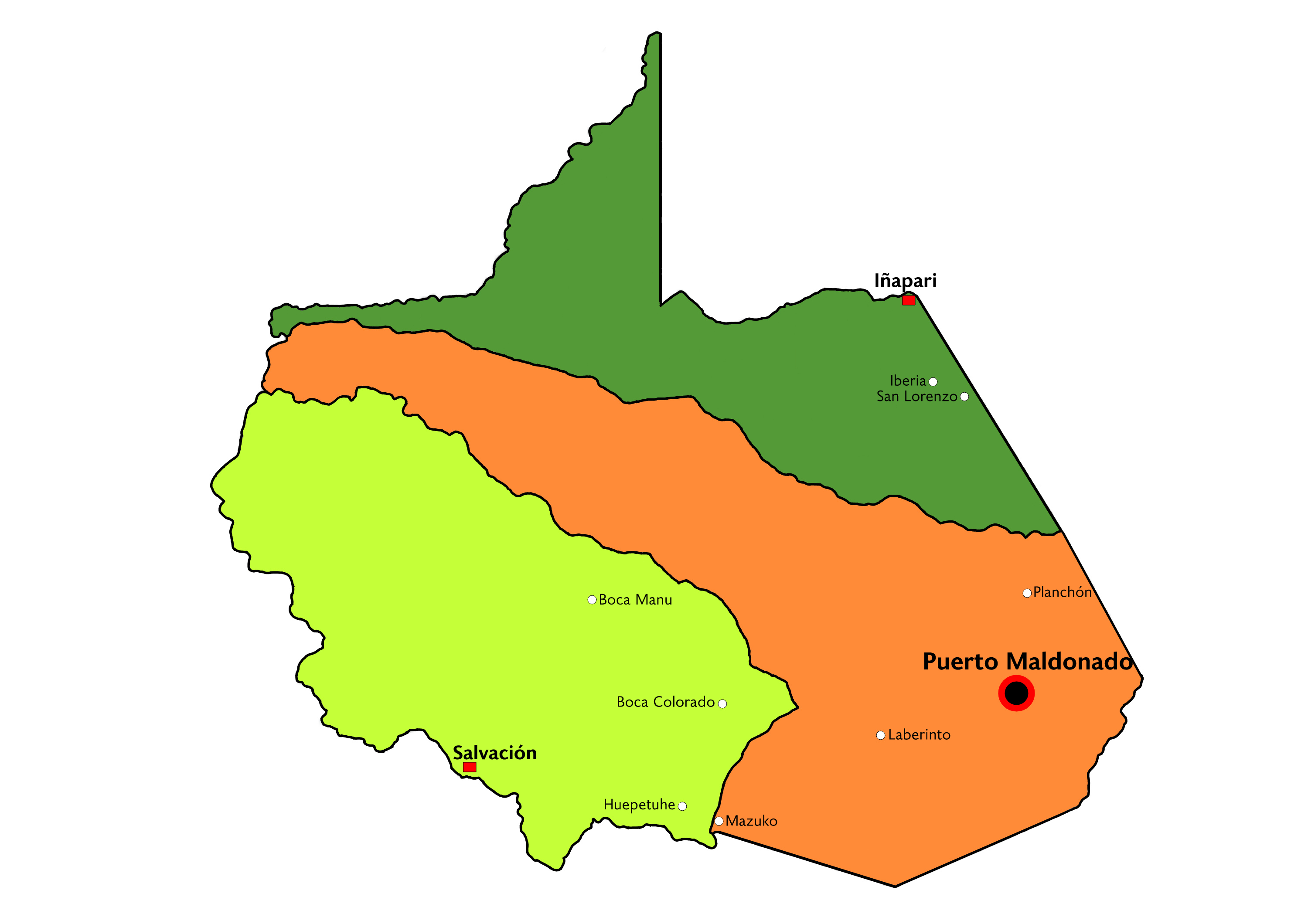
División política de Madre de Dios.

Este Departamento tiene una extensión de 85 300.54 km² con una población de 140 508 habitantes, cuenta con 3 provincias y 11 distritos:
| Provincias del departamento de Madre de Dios | Provincias del departamento de Madre de Dios | Provincias del departamento de Madre de Dios | Provincias del departamento de Madre de Dios | Provincias del departamento de Madre de Dios | Provincias del departamento de Madre de Dios | Provincias del departamento de Madre de Dios |
| Ubigeo                                       | Provincia                                    | Capital                                      | Distritos                                    | Superficie km²                               | Población 2016                               | Altitud m s. n. m.                           |
| -------------------------------------------- | -------------------------------------------- | -------------------------------------------- | -------------------------------------------- | -------------------------------------------- | -------------------------------------------- | -------------------------------------------- |
| 1701                                         | Tambopata                                    | Puerto Maldonado                             | 4                                            | 36 268.49                                    | 101 787                                      | 205                                          |
| 1701                                         | Manu                                         | Salvación                                    | 4                                            | 27 835.17                                    | 24 572                                       | 527                                          |
| 1701                                         | Tahuamanu                                    | Iñapari                                      | 3                                            | 21 196.88                                    | 14 149                                       | 245                                          |

## Demografía
Tiene una población de 140.000 habitantes que representa el 0,5% de la población nacional.[cita requerida]

### Etnografía

Las principales comunidades nativas son: amarakaeri, arasaeri, kishambaeri, pukirieri, sapiteri, toyoeri, wachipaeri, arawak, machiguenga y mashko-piros.[cita requerida]

## Economía

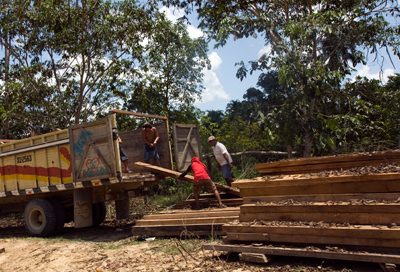

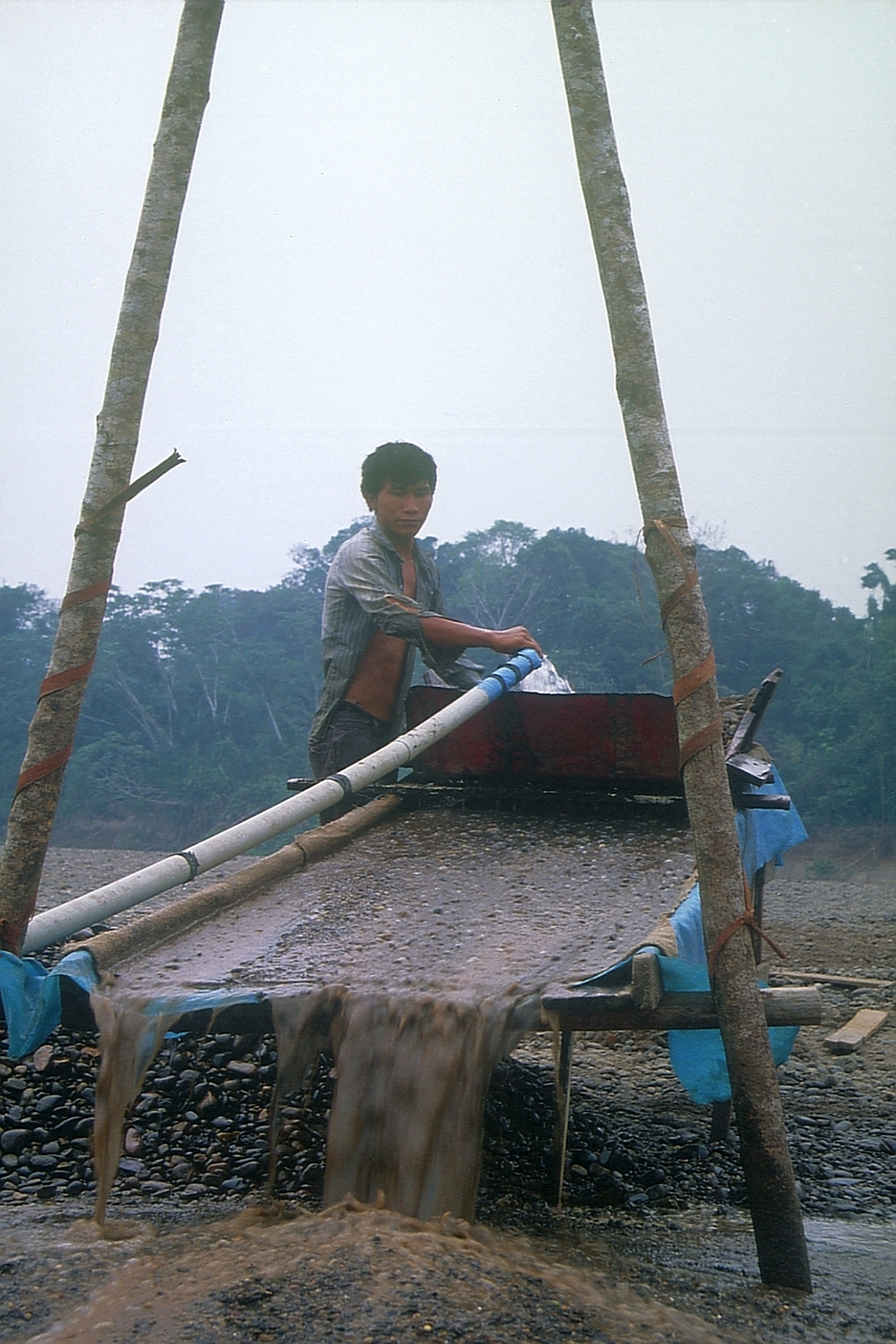

Concentra el 0,5% de la población económicamente activa - [PEA] y tiene un aporte económico de 0,4% al [PBI] nacional. Durante el 2007 registró un crecimiento económico de 11,7% respecto al 2006 y en el periodo 2004-2007 la tasa de crecimiento anual fue 8,5%.[cita requerida]
Sus riquezas naturales son abundantes: ricas maderas, frutos silvestres, metales preciosos, petróleo, hacen la fama del territorio tanto como su belleza. En los alrededores de Tambopata están los mayores centros de producción agropecuaria, que aún trabajan a pequeña escala.
Las cosechas de café, arroz, castañas, y la producción de pan  son esenciales, lo mismo que la crianza de vacunos y cerdos. Por otro lado, existen pequeñas industrias de agua gaseosa, jabón y triplay. Hay una central térmica: la de Puerto Maldonado.
En agricultura destaca el arroz, caucho, maíz, yuca, plátano y coco. La madera es también fuente de ingresos, donde destacan la caoba y el cedro. Se practica la caza y la ganadería vacuna. Además, los lavaderos de oro en sus ríos le proporcionan importancia en la minería.
La actividad minera es la principal actividad económica de Madre de Dios. Esta actividad representa el 41% del PBI regional. La región representa 11% de la producción de oro peruano.

### Descubrimiento de gas
El Ministerio de Energía y Minas del Perú informó el 29 de agosto de 2004 que exploraciones realizadas en esta región ubicada en la selva sur oriental de este país, permiten proyectar la existencia de gas con estimados de 32 trillones de pies cúbicos, lo que representaría un potencial de 960 millones de barriles de gas natural líquido.[cita requerida]

## Turismo
Madre de Dios ofrece una gran diversidad de flora y fauna en las diferentes áreas que se encuentran en él, como la Reserva Nacional Tambopata, en la confluencia de los ríos Torre y Tambopata, en donde la riqueza y variedad de aves es asombrosa; la reserva de Biósfera del Manu, compuesta del parque nacional del Manu donde solo se permite investigación antropológica y biológica, observación de vida y los procesos ecológicos en forma natural; la Zona reservada en la cual están permitidas las actividades turística e investigación con mínima manipulación y el Bajo Manu, zona en la que predominan las poblaciones de colonos que desarrollan actividades agrícolas, pecuarias y forestales, además se permite la realización de actividades económicas. Destacan el lago Nisisipi y Sandoval, las colpas de guacamayos de Colorado y Pariamanu, etc.
Son famosas sus puestas de sol,[cita requerida] debido al reflejo de los nevados de la cadena del Cusco. Este fenómeno atmosférico se denomina "Rayo Blanco". Por otra parte, se encuentra la Reserva natural de Tambopata-Candamo, en la confluencia de los ríos La Torre y Tambopata, con una extensión de 5500 hectáreas de selva virgen, en donde la riqueza y variedad de aves alcanza a 600 especies, 900 especies de mariposas y 115 especies de libélulas.[cita requerida]
En el Santuario Nacional de las Pampas del Heath vive el rarísimo lobo de crin. Todo este ecosistema tuvo una evolución inalterable durante miles de años, originando una de las mayores variedades de flora y fauna del mundo.
Para el año 2008, la oferta hotelera es de 2106 habitaciones, registrando 134 771 visitantes nacionales que efectuaron 235 892 pernoctaciones.[cita requerida]
Los lugares de interés que alberga Madre de Dios son: parque nacional del Manú, parque nacional Alto Purus, parque nacional Bahuaja-Sonene, Reserva Nacional Tambopata, Reserva Comunal Amarakaeri, Reserva Comunal Purus y Pampas del Heath.

Algunos destinos turísticos de Madre de Dios
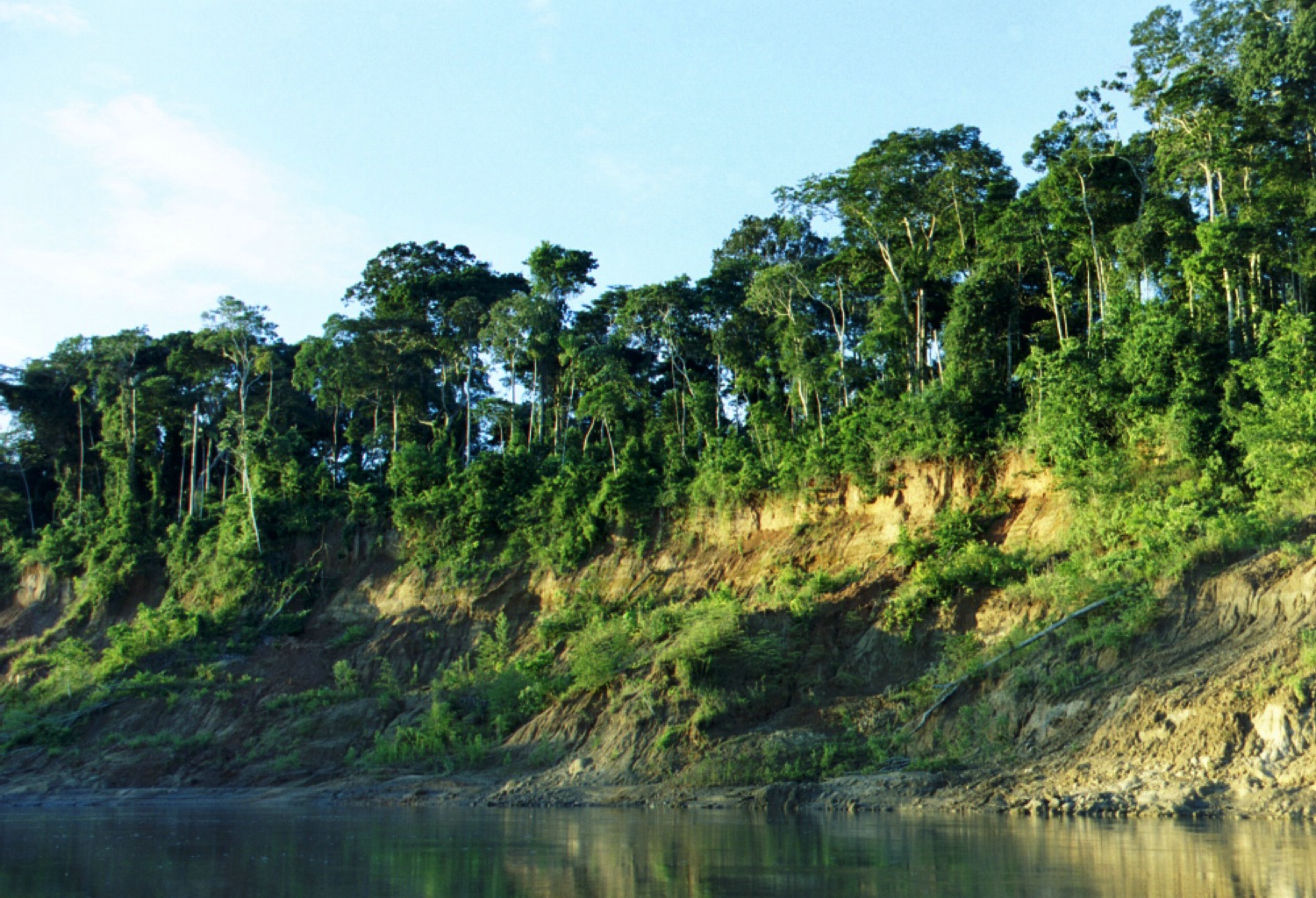
Parque Nacional del Manú.
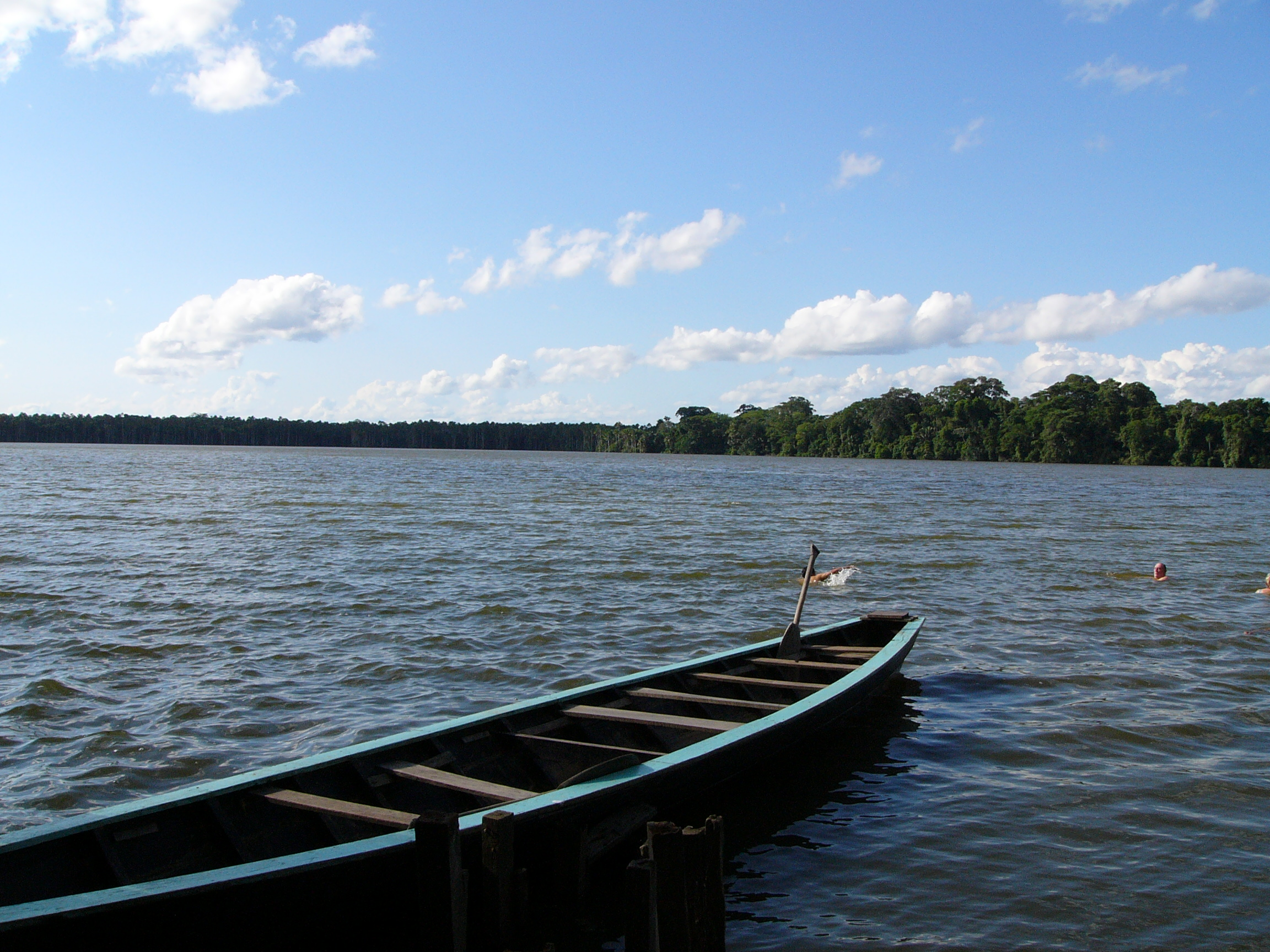
Lago Sandoval
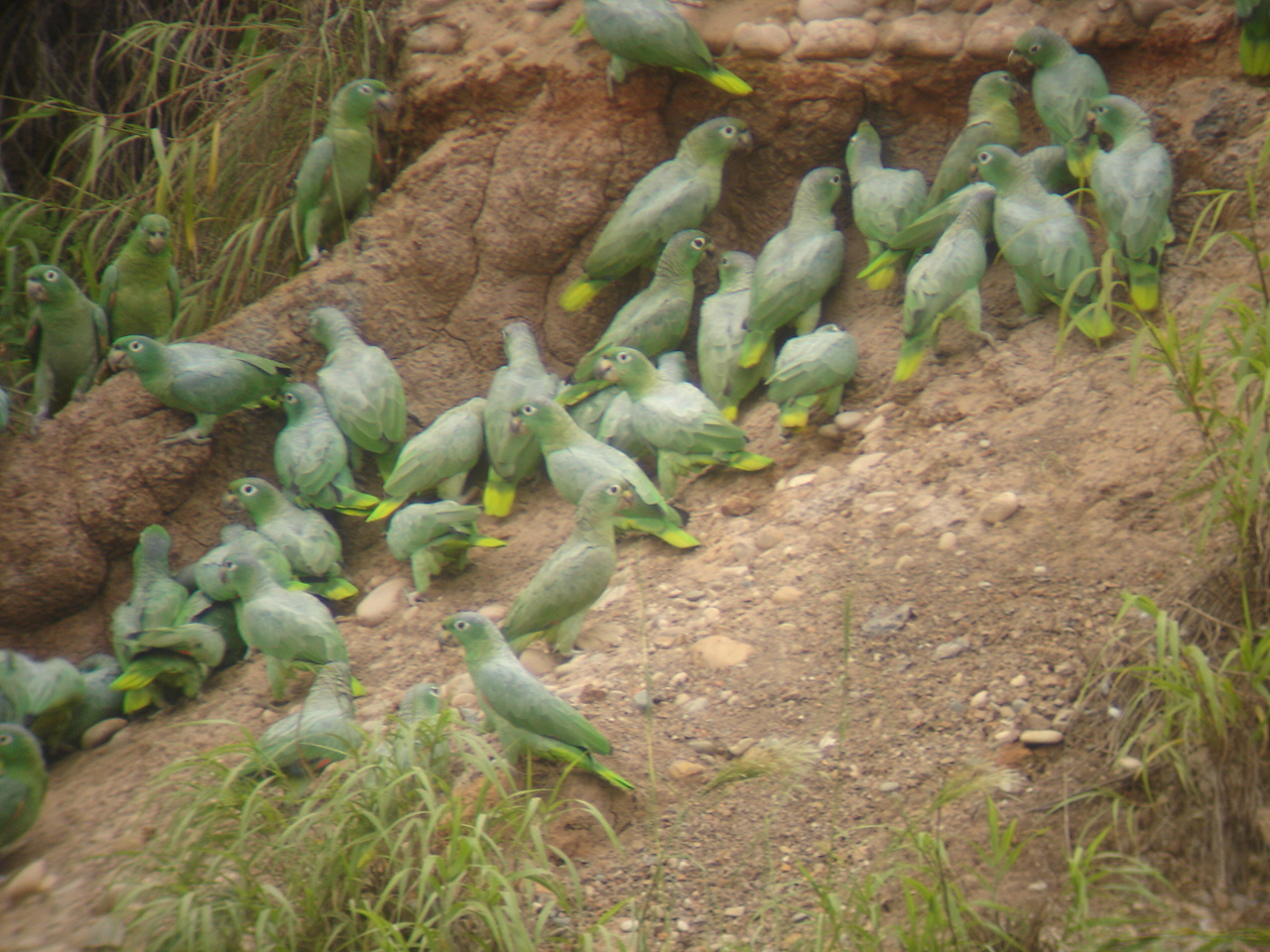
Loros de la especie Amazona farinosa
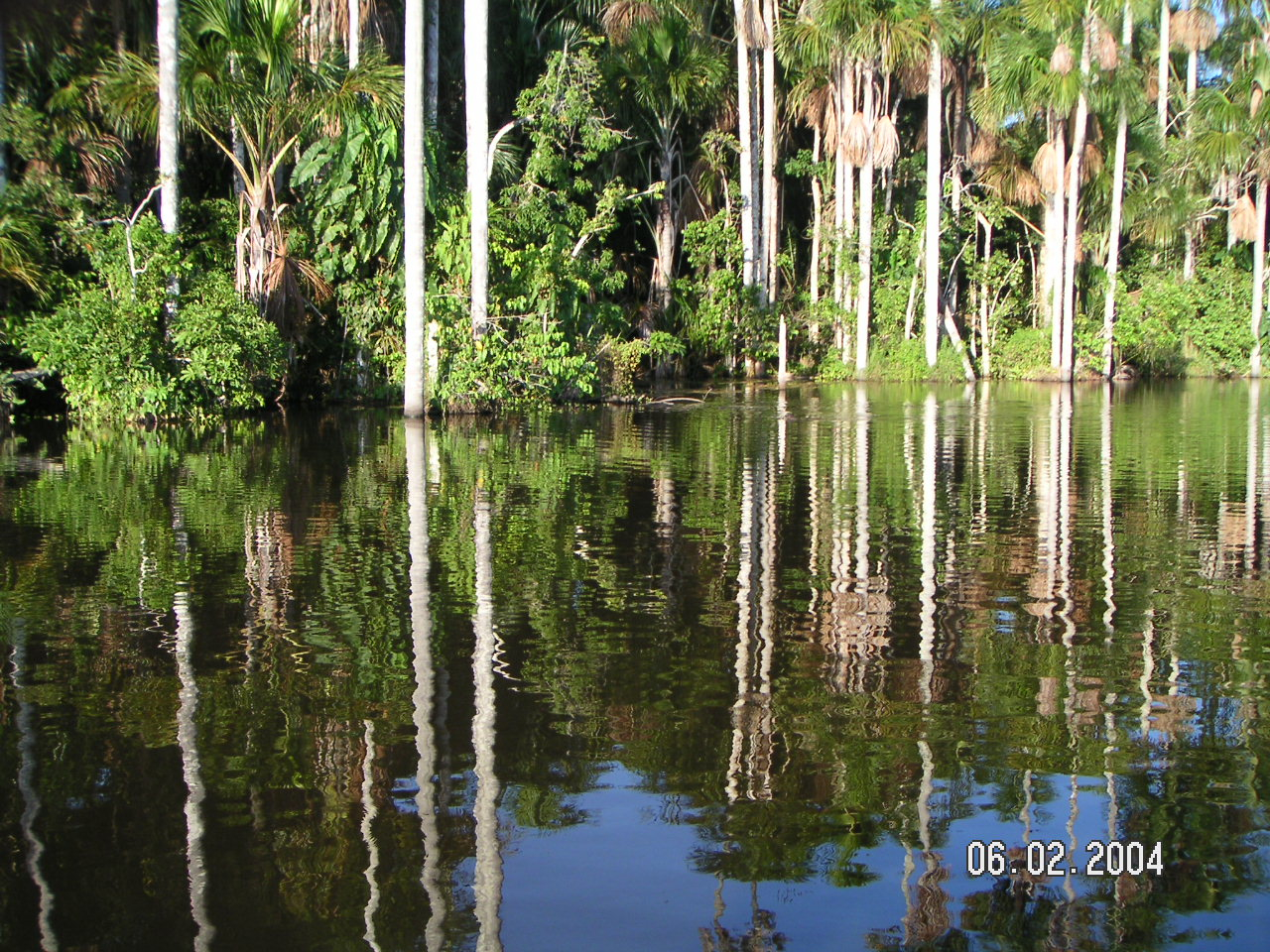
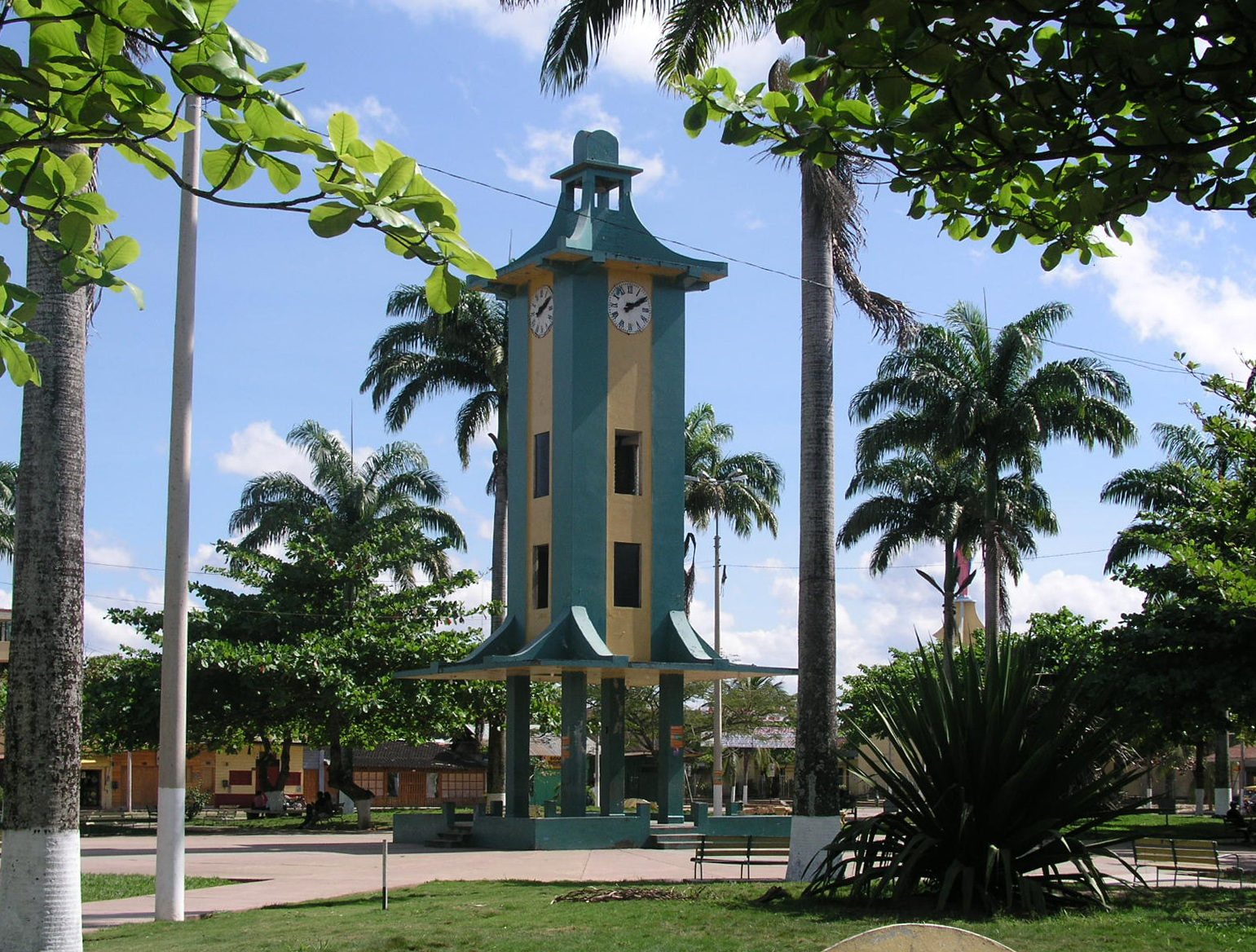
Plaza de Armas de Puerto Maldonado.
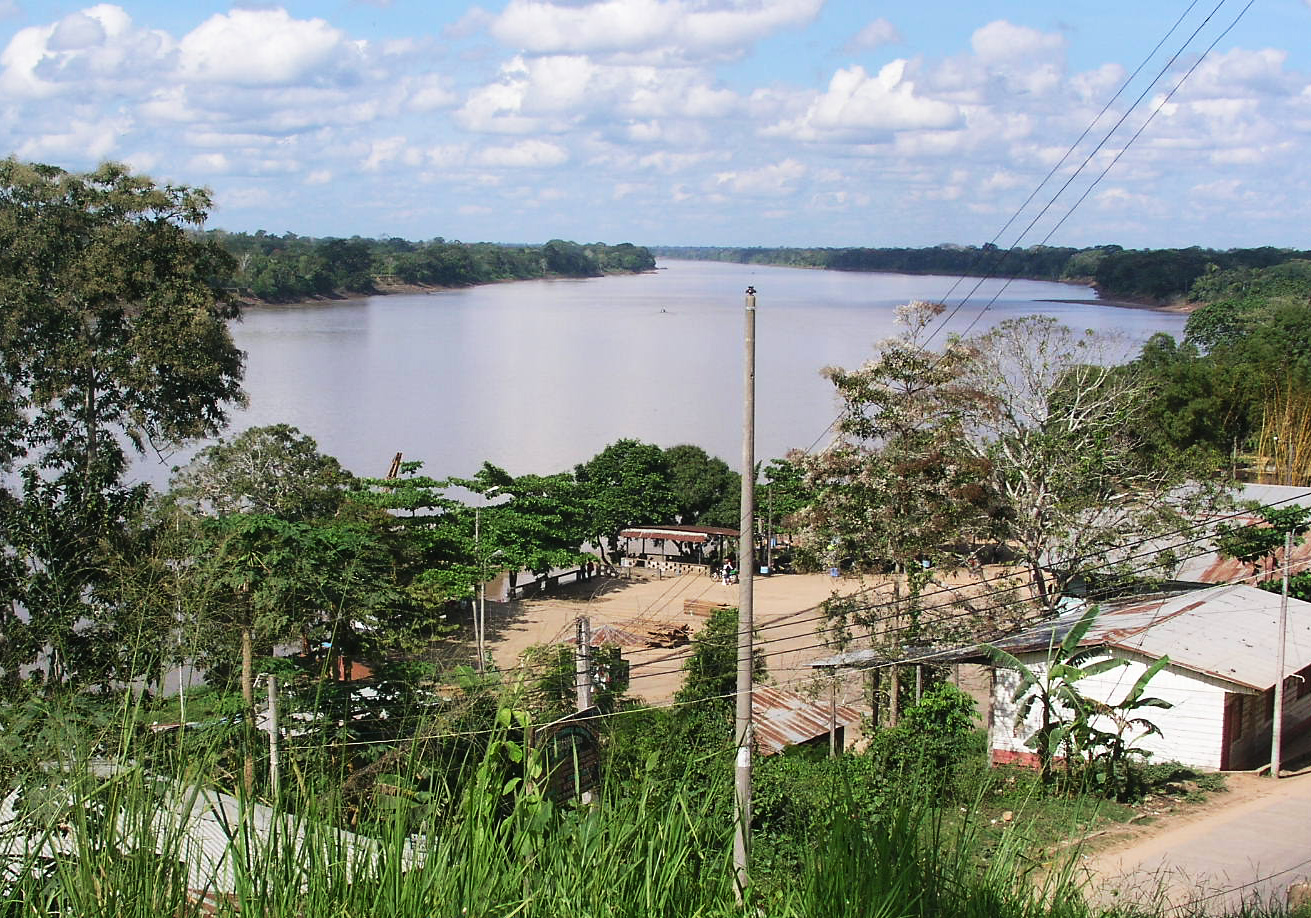
Vista del río Madre de Dios.

## Vías de acceso

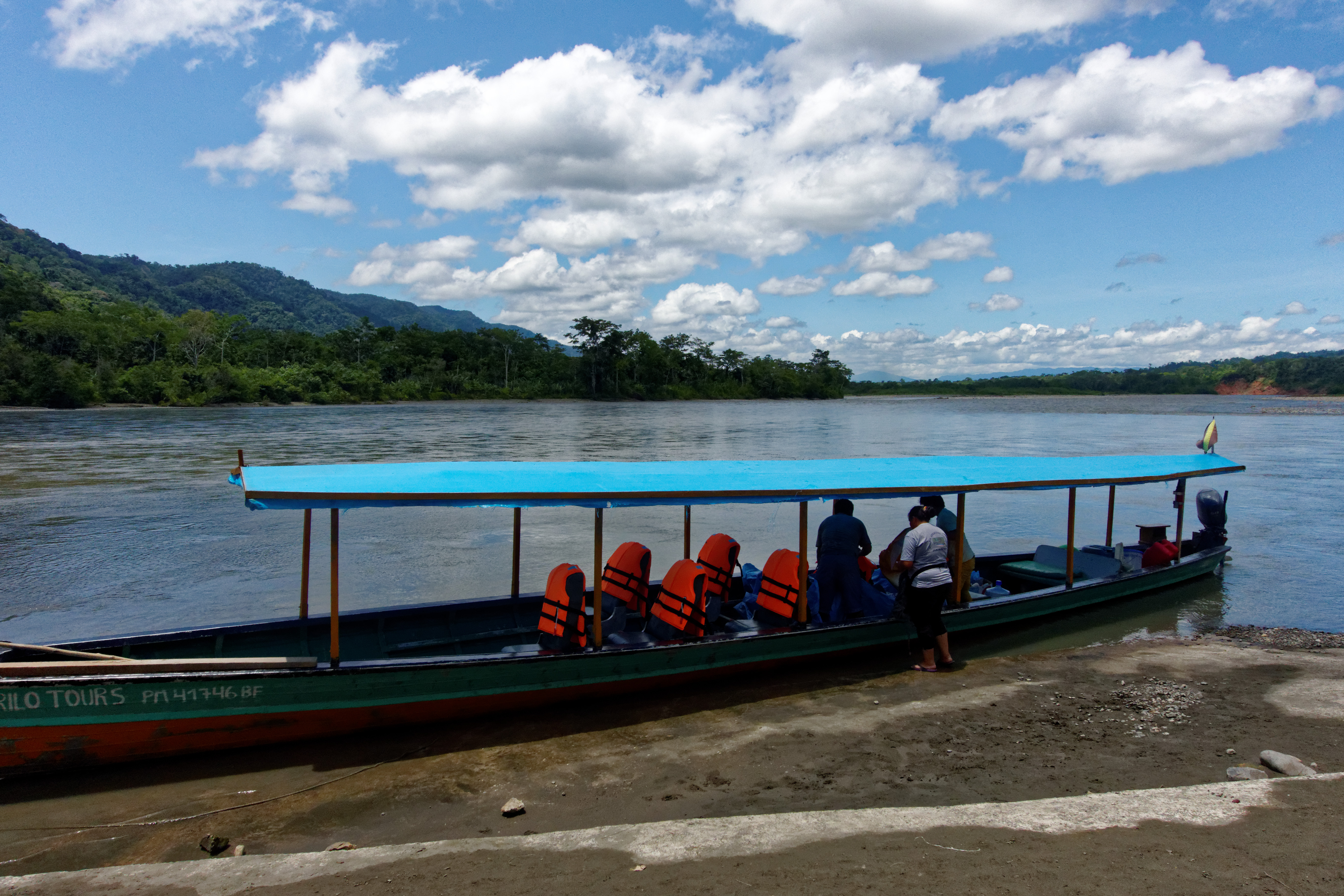

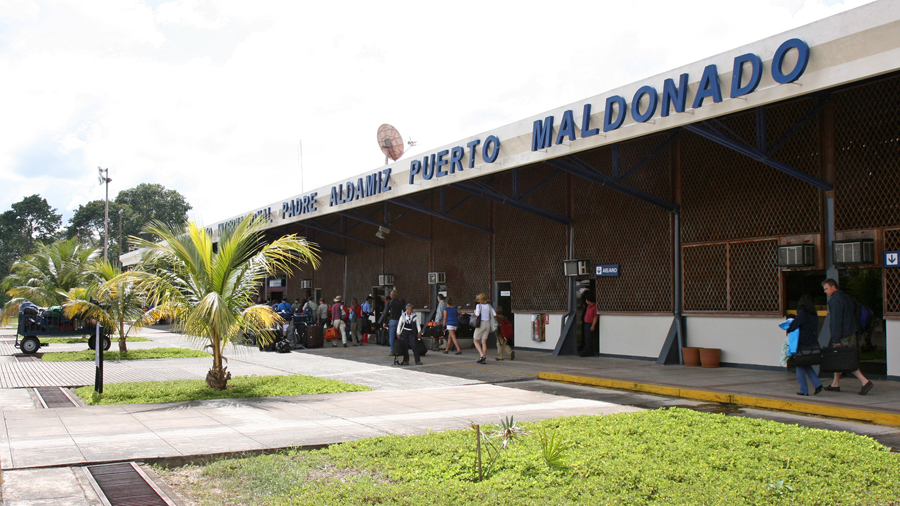

- Terrestre: Las rutas más recomendables son:

- Lima-Arequipa-Juliaca-Puerto Maldonado, (2024 km) con una duración de 38 horas aproximadamente.
- Lima-Nasca-Abancay-Cusco-Puerto Maldonado, (1619 km) con una duración de 32 horas aproximadamente.

- Terrestre-fluvial: Desde Cusco hasta Paucartambo-Salvación (terrestre), en Boca Manu-Colorado por el río Madre de Dios a Puerto Maldonado (fluvial), el viaje tiene una duración aproximada de 4 días.

- Aérea: Existen vuelos desde las ciudades de Lima (1,30 horas aprox.) y Cusco (45 minutos aproximadamente).

## Educación
El departamento de Madre de Dios es sede de la Universidad Nacional Amazónica de Madre de Dios.

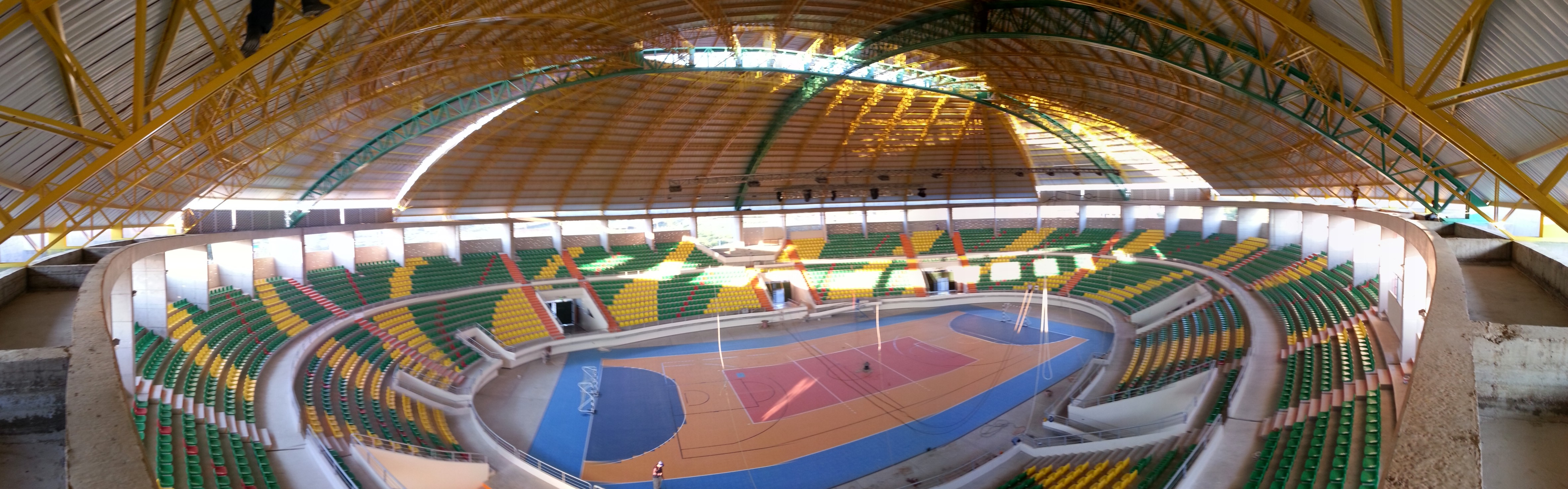
Coliseo Madre de Dios (Puerto Maldonado)

- Colegios públicos y privados:

- Total: 305.

- Educación inicial: 62.
- Educación primaria: 210.
- Educación secundaria: 345.

## Autoridades

### Regionales
Como todos los otros departamentos del Perú y la Provincia Constitucional del Callao, constituye una región de facto con un Gobierno Regional propio además de un distrito electoral que elige un congresista para el período 2021 - 2026.
- 2019 - 2022[11]
  - Gobernador Regional: Luis Hidalgo Okimura, de Alianza para el Progreso.
  - Vicegobernador Regional: Herlens Jefferson Gonzáles Enoki, de Alianza para el Progreso.
  - Consejeros:

  1. Tambopata:
    - Dany York Celi Wiess (Perú Patria Segura)
    - Fátima Pizango Salazar (Alianza para el Progreso)
    - Jorge Luis Díaz Revoredo (Partido Democrático Somos Perú)
    - Pedro Wanger Cari Rodríguez (Fuerza por Madre de Dios)
    - Wilber Uchupe Flórez (Fuerza por Madre de Dios)

  2. Manu:
    - Carin Jeraldini Quiroz Miranda (Perú Patria Segura)
    - Paul Rufino Sequeiros Bermúdez (Democracia Directa)

  3. Tahuamanu:
    - Jorge Honorato Pita Barra (Alianza para el Progreso)
    - Marcial Tapullima Yuyarima (Perú Libertario)

### Religiosas
De la religión católica:
- Monseñor David Martínez de Aguirre Guinea desde el 2014 al presente (obispo vicario de Puerto Maldonado).

La segunda religión más popular y profesada es la evangélica, teniendo cerca de 25 iglesias en torno a la ciudad de Puerto Maldonado, capital del Departamento y aproximadamente 60 Iglesias en torno a la carretera Interoceánica Puerto - Iñapari y Puerto Mazuko.

## Cultura
El canto rezado Harákmbut por la etnia Huachipaire es parte de la expresión cultural de Madre de Dios.